# Dua Lipa
Dua Lipa (Westminster, Londres, 22 de agosto de 1995) es una cantante, compositora y modelo albanesa, británica y kosovar. Nacida en Londres y criada entre su ciudad natal y Pristina (Kosovo), después de trabajar como modelo, firmó con Warner Records en 2014 y lanzó su álbum debut homónimo en 2017. El álbum alcanzó el número 3 en la UK Albums Chart y lanzó ocho sencillos, incluidos «Be the One» e «IDGAF», y el sencillo número 1 del Reino Unido «New Rules», que también llegó al puesto número 6 en Estados Unidos. En 2018, ganó dos premios Brit por artista solista femenina británica y artista revelación británica.
Lanzado en abril de 2018, el sencillo «One Kiss» con Calvin Harris alcanzó el puesto número 1 en el Reino Unido y se convirtió en el sencillo número 1 de mayor duración para una artista femenina en 2018. En 2019, recibió el premio Brit a canción del año. Ese mismo año también recibió el premio Grammy a mejor artista nuevo, y «Electricity», una colaboración con Silk City ganó en la categoría mejor grabación dance. Su sencillo de 2019, «Don't Start Now», alcanzó el puesto número 2 tanto en la UK Singles Chart como en la Billboard Hot 100, y el número 4 en la Hot 100 Year-End Chart, convirtiéndose en la canción más exitosa de 2020 de una artista femenina en los Estados Unidos. Su sencillo «Levitating» se posicionó entre los cinco primeros en los Estados Unidos y el Reino Unido.
Su segundo álbum de estudio, Future Nostalgia ganó elogios de la crítica y le valió seis nominaciones a los premios Grammy, incluido álbum del año. Se convirtió en su primer álbum número 1 en el Reino Unido, pasando cuatro semanas en el número 1 con cuatro sencillos entre los diez primeros puestos incluidos «Physical» y «Break My Heart». En 2021, fue incluida en la lista 100Next de la revista Time sobre las futuras 100 personas más influyentes del mundo. Además, se llevó los galardones por artista solista femenina británica y álbum británico del año en los Premios Brit de 2021. Lipa ha recibido varios reconocimientos, incluidos tres premios Grammy, cinco premios Brit, dos premios MTV Europe Music Awards, un premio MTV Video Music y un premio American Music. 
En 2021, Lipa obtuvo su tercer sencillo número uno en el Reino Unido, a dúo con Elton John con «Cold Heart (Pnau remix)», y un cuarto sencillo número uno en 2023 con «Dance the Night» de la banda sonora de la película Barbie (2023), donde también hizo su debut como actriz. Los dos proyectos de Lipa son los álbumes femeninos más reproducidos en Spotify, con más de 10 mil millones de reproducciones cada uno, y los únicos femeninos en superar dicha cifra.
Su tercer álbum de estudio, Radical Optimism fue lanzando en mayo de 2024, con un nuevo sonido que la aleja de la música disco y abraza más la música psicodélica de la década de 1970, contando como sencillos del álbum que alcanzaron el top 10 en el Reino Unido a: «Houdini», «Training Season» e «Illusion», y también a «These Walls», que llegó a formar parte del top 40 en el Reino Unido. Para celebrar el lanzamiento de su tercer álbum, la cantante ofreció un concierto gratuito en Times Square, Nueva York, donde interpretó por primera vez en vivo varias de las nuevas canciones del álbum. El evento atrajo a una multitud de fanáticos que llenaron las calles a pesar de las condiciones climáticas adversas. 
En agosto de 2022, la presidenta de Kosovo, Vjosa Osmani, la nombró «Embajadora de honor» de Kosovo en reconocimiento a su destacada labor en la promoción de la cultura y la identidad kosovar a nivel internacional. Posteriormente, en noviembre de 2022, el presidente de Albania, Bajram Begaj, le otorgó la nacionalidad albanesa como un gesto de agradecimiento por su contribución a la difusión de la herencia albanesa y su influencia positiva en la región. En agosto de 2025, recibió la nacionalidad kosovar, concedida nuevamente por Vjosa Osmani, para formalizar aún más su vínculo y compromiso con Kosovo.

## Biografía

### Infancia y adolescencia
Dua Lipa nació el 22 de agosto de 1995 en el distrito de Westminster de la ciudad de Londres, siendo la hija primogénita de un matrimonio de refugiados albanokosovares, Dukagjin Lipa y Anesa Rexha, de Pristina, quienes se trasladaron a la ciudad de Londres y se establecieron en la capital británica en 1992, por la época en que tuvo lugar el sitio de Sarajevo durante la guerra de Bosnia, un territorio que constituía la antigua Yugoslavia, del cual era originaria su abuela materna, que fue una de las causas que suscitaron su emigración, además del interés de sus padres por culminar sus estudios. A su llegada a Inglaterra, Dukagjin consiguió empleo en una compañía productora de festivales de música, como Glastonbury y Reading, que le permitió realizar sus estudios de marketing en la Chartered Institute of Marketing (CIM). Por su parte, Anesa se especializó en turismo, y de su matrimonio con Dukagjin, tuvieron dos hijos más: Rina, en mayo de 2001, y Gjin, en diciembre de 2005, quienes se criaron junto con su hermana mayor en el noroeste de Londres.
Heredó el gusto musical de su padre, quien fue el vocalista y guitarrista de la banda de rock kosovar Oda, que se desintegró en el año 1998, luego de la publicación de su último álbum, 1998, aunque, doce años más tarde volvió a reunirse durante un corto tiempo con una versión de la canción «Era», original de la banda Gjurmët. Dukagjin siempre mantuvo su interés por la música y solía tocar en casa obras de su autoría y canciones populares de artistas como David Bowie, Bob Dylan, Radiohead, Sting, The Police y Stereophonics. En ese ambiente familiar se crio Lipa, y su talento musical se manifestó muy temprano. Descubrió nuevas fuentes de inspiración cuando obtuvo su primer material discográfico, el álbum Whoa, Nelly! de Nelly Furtado y a su vez mostró interés por M!ssundaztood de Pink.
Sus estudios primarios incluyeron lecciones de música y el instrumento en el que aprendió sus primeras nociones musicales fue el violonchelo, aunque dejó de tocar porque se le hacía difícil trasladarlo a casa debido a su baja estatura. Cuando hizo una audición para ingresar en el coro de la escuela, su voz era demasiado baja para alcanzar las notas altas y el facilitador no permitió su admisión argumentando que sus capacidades vocales no estaban lo suficientemente desarrolladas. Comenzó a recibir clases de canto los fines de semana en la Escuela de Teatro de Sylvia Young en Londres. Cuando tenía once años, al tiempo que terminó la escuela primaria, se mudó junto con su familia a Pristina, la capital de Kosovo, una vez lograda la independencia.

### Traslado a Pristina
Su traslado a Kosovo fue motivado por el destino laboral de su padre, Dukagjin, un empresario de marketing, quien poco tiempo después de haberse establecido en Pristina, específicamente en el barrio de Sunny Hill donde había crecido, fundó una agencia de comunicaciones de marketing. Lipa asimiló el proceso de mudanza con optimismo y a su llegada a Kosovo quedó fascinada con el sentido de «seguridad» y «comunidad» que percibía de la capital. El proceso de adaptación que desarrolló también fue magnífico y pronto consiguió sentirse cómoda y feliz en su nueva residencia, pues contaba con el apoyo de varios conocidos de sus padres quienes iban frecuentemente a visitarlos a Londres junto con sus hijos, con quienes pidió ir a la misma escuela. Lipa tampoco tuvo mucha dificultad para desenvolverse en el idioma local, ya que desde niña había hablado albanés en casa con sus padres, aunque no lo sabía escribir ni leer con fluidez.
Por la época en que Lipa llegó a Kosovo, coincidió con el advenimiento de célebres artistas de rap de Norteamérica que visitaban la región para realizar espectáculos musicales, así vivió la influencia profunda en este estilo de música. Además, su padre estuvo involucrado en la producción de varios de esos conciertos por medio de su trabajo para una agencia de telecomunicaciones, por lo que tuvo la oportunidad de asistir a múltiples presentaciones de raperos como Method Man & Redman, Snoop Dog y 50 Cent, de quien se mostró particularmente entusiasta en ese entonces y describió su actuación como la más memorable a la que asistió. Su estancia en Kosovo fue decisiva para que tomara conciencia de su personalidad como cantante y pronto se hizo consciente de que no tenía muchas oportunidades de lanzar una carrera allí, y que la única forma de alcanzar la fama mundialmente era si volvía a Londres. Su deseo de regresar a Londres se concretó gracias a la hija de unos conocidos de sus padres, que iba a la capital británica a realizar sus estudios de posgrado, lo que los hizo sentir más confiados de dejarla ir sin su compañía.

### Regreso a Londres
A su regreso a Londres, se alojó en el barrio de Kilburn, donde vivió durante un tiempo antes de mudarse al distrito de Camden, y comenzó sus estudios de secundaria en el Colegio Parliament Hill y a su vez ingresó nuevamente en la Escuela de Teatro de Sylvia Young a tiempo parcial. Además, compaginó su vocación musical con diversas ocupaciones profesionales: trabajó como camarera en el restaurante mexicano La Bodega Negra de Soho, como anfitriona en un club nocturno de Mayfair y como modelo para el catálogo virtual de ASOS Marketplace, hasta que la agencia insistió en que tenía que perder peso para hacer desfiles en pasarela, a lo que se negó. En esta época desafortunada de su vida se inspiraría luego en su sencillo de 2016 «Blow Your Mind (Mwah)».
En su afán por conseguir un representante artístico y alcanzar la fama, a la edad de catorce años empezó a publicar en YouTube sus interpretaciones de canciones como «If I Ain't Got You» de Alicia Keys y «Beautiful» de Christina Aguilera. En 2012, con diecisiete años, escribió su primera canción «Lions, Tigers & Bears», inspirada en El mago de Oz, que publicó en su página de SoundCloud. Sus vídeos no alcanzaron gran popularidad, pero después de un tiempo atrajeron la atención de Ben Mawson, un mánager de Warner Bros., quien la puso en contacto con varios productores, incluyendo Emile Haynie, Andrew Wyatt y Stephen Kozmeniuk, con quienes aprendió lo fundamental del oficio de compositor. Al principio, estaba más interesada en «descubrir» su sonido que en conseguir un contrato discográfico; quería tener un sonido como una mezcla entre el rapero J. Cole y la cantante pop Nelly Furtado, pero la reacción de los productores no fue precisamente positiva. La primera canción que escribió y ayudó a dar sentido a esa «fórmula» fue «Hotter than Hell», cuya letra está «inspirada en una relación tóxica que la hizo sentirse inútil». La producción en ese momento consistía únicamente del sonido del piano y el bombo, y le encantó la «oscuridad» de su melodía, combinada con «estribillos pop» y un sonido «natural de rap en las estrofas». Fue gracias a esta canción que obtuvo su contrato de grabación con Warner Bros., que firmó en el verano de 2015, y su primer sencillo, «New Love», se estrenó a finales de agosto de ese mismo año y recibió excelentes críticas, como la reseña que escribió Lindsey Weber para The Fader en la que sostuvo que es «sorprendentemente pesado, con un latido palpitante que subraya su voz, que es ronca y madura, como la de Joss Stone o Lady Gaga». Sin embargo, para alcanzar el reconocimiento público fue necesario esperar al lanzamiento de su siguiente sencillo, «Be the One» en octubre de 2015.

## Carrera profesional

### Comienzos de carrera yDua Lipa(2015-2018)

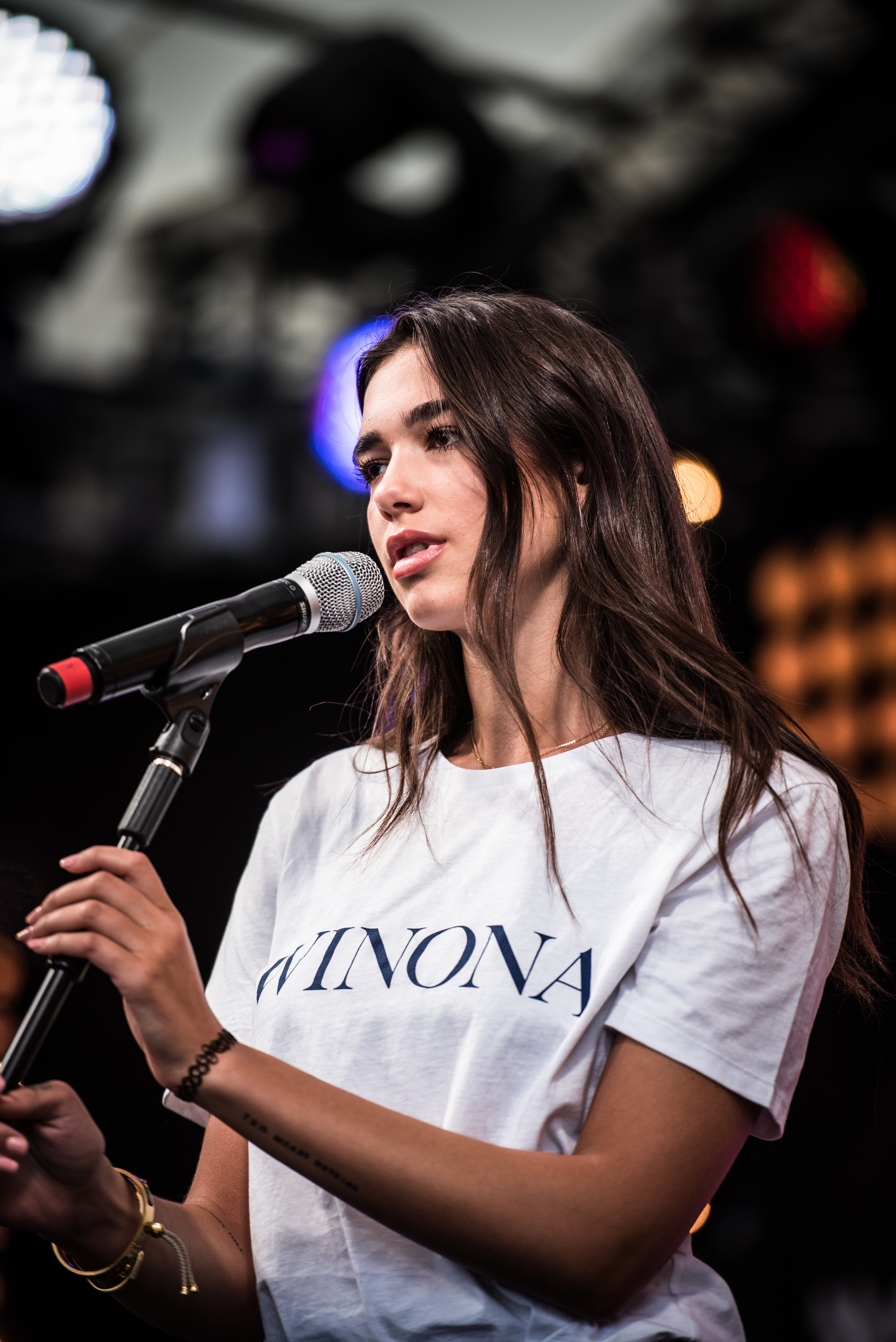
Lipa en el SWR3 New Pop Festival 2016.

En 2013, firmó un contrato con Tap Management, dirigido por Ben Mawson y Ed Millett, mientras trabajaba como camarera en un bar de cócteles. Luego le ofrecieron un salario mensual para que dejara su trabajo y se concentrara en grabar música. En una de aquellas sesiones de grabación, Lipa coescribió la canción «Hotter than Hell», la cual después le ayudó a firmar un contrato con Warner Music Group en verano de 2015. Con respecto a esta decisión, Millett dijo en una entrevista: 

Dua was really smart – she signed to Warner Bros partly because they didn’t have a big female pop artist and they needed one. They really wanted her, so she had the focus of the team from day one.
Dua fue realmente inteligente: firmó con Warner Bros. en parte porque no tenían una gran artista pop femenina y necesitaban una. Realmente la querían, por lo que tenía el enfoque del equipo desde el primer día.
Ed Millett

Si bien sus inicios no fueron los más alentadores con «New Love» en agosto de 2015, en octubre publicó su siguiente sencillo, «Be the One», con el cual saltó a la fama en el extranjero, pues alcanzó los primeros puestos de popularidad de varios países europeos, incluyendo la número 1 en Bélgica, Polonia y Eslovaquia. También tuvo popularidad en Oceanía, especialmente en Australia y Nueva Zelanda, donde la canción se convirtió en un éxito en las listas musicales, alcanzando los números 6 y 20 respectivamente. Como resultado de sus ventas altas fue certificado doble platino. En diciembre de 2015, cuando su nombre fue incluido en la lista de nominados al sondeo anual de Sound of... de la compañía británica BBC, señaló un vuelco en su carrera, pues había llamado la atención de la industria musical británica. Además, actuó por primera vez en Estados Unidos en el festival SXSW que tuvo lugar en abril, mes en el que contó con un despliegue publicitario enorme en los medios de comunicación por parte del canal de televisión MTV, que más tarde le valió su primera nominación a los MTV European Music Awards de 2016 como mejor actuación push.
El 18 de febrero de 2016, lanzó su tercer sencillo «Last Dance», seguido de «Hotter Than Hell» cuyo sencillo tuvo cierta notoriedad en Reino Unido, lanzado el 6 de mayo de 2016, que pasó a ser su primer éxito en la lista de sencillos británica, donde se situó en la posición número 15 en su país natal y figuró como una de las canciones más populares del verano de 2016. La obra también fue un rotundo éxito comercial y recibió la certificación de oro de la BPI. Además, fue acogida con entusiasmo por los críticos, como Brennan Carley, de la revista Spin, quien sostuvo que «siempre hay un suspiro de alivio cada vez que una nueva estrella pop empieza a subir en las listas» y elogió a «Hotter Than Hell» como «uno de los momentos pop más brillantes de 2016». De forma similar a «Be the One», «Hotter Than Hell» alcanzó notoriedad en Europa y en el continente oceánico fue especialmente popular en el ranking de sencillos de Australia, en el que ingresó en la posición número 17 y tuvo excelentes resultados comerciales, lo que le valió la certificación de oro. Luego de haber realizado múltiples conciertos por su país, incluyendo dos presentaciones en el Festival de Glastonbury en junio, llevó a cabo su primera gira por el territorio australiano en julio con dos espectáculos, uno en Sídney y otro en Melbourne. Más tarde, el 8 de agosto, celebró un concierto benéfico en Pristina, capital de Kosovo, para recaudar fondos para su fundación, Sunny Hill, cuyo propósito es promover la igualdad social y apoyar a los jóvenes con aspiraciones artísticas. El espectáculo fue un auténtico acontecimiento nacional con más de dieciocho mil asistentes.

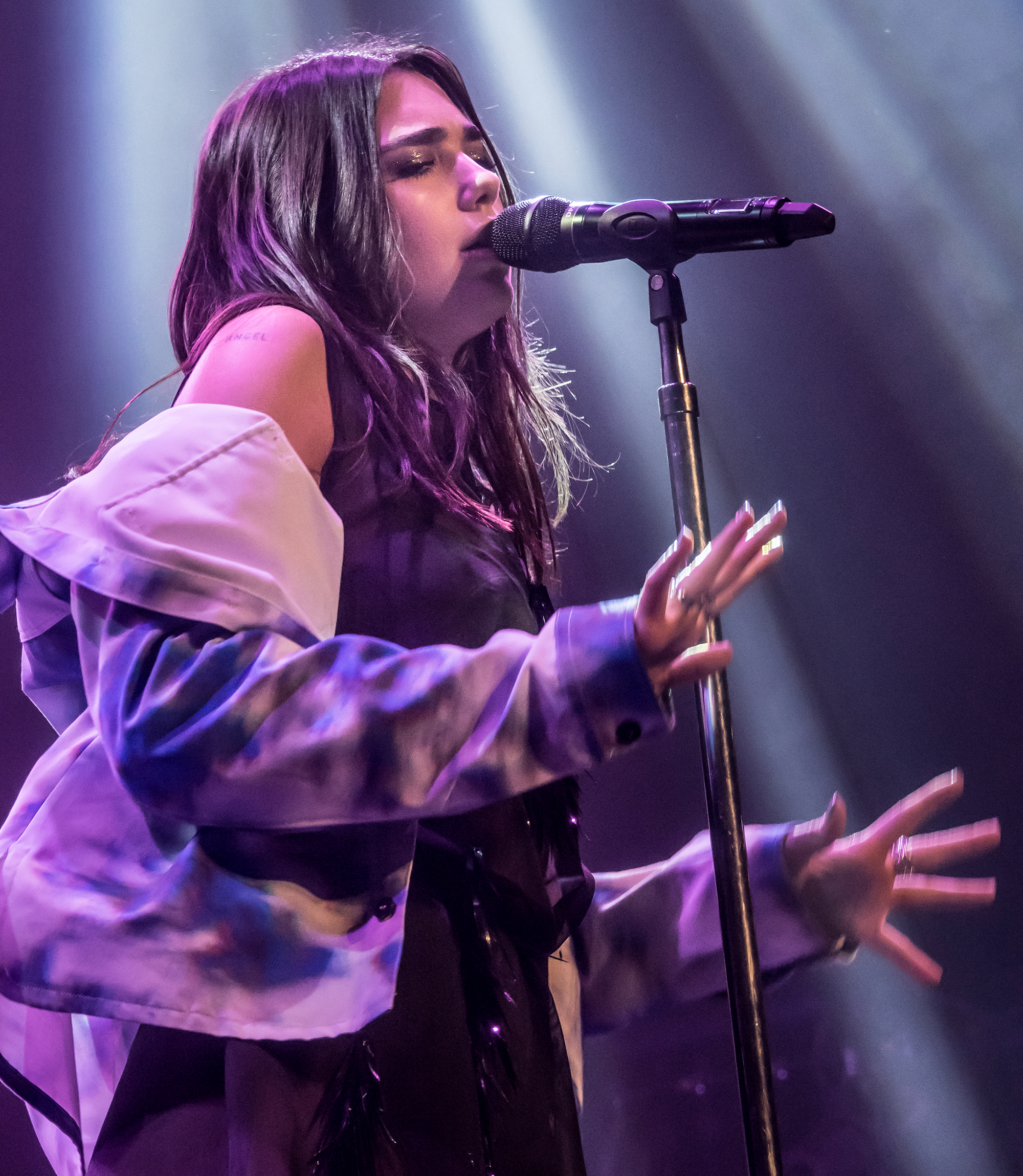
Lipa en un concierto en Los Ángeles en marzo de 2017, como parte de su primera gira por Estados Unidos.

Antes del estreno de su quinto sencillo, «Blow Your Mind (Mwah)», a finales de agosto de 2016, cuyo sencillo alcanzó el número 30 en el Reino Unido, hizo su debut en la televisión estadounidense con una presentación de «Hotter Than Hell» en el programa de la NBC The Tonight Show Starring Jimmy Fallon, descrita por Rachel Sonis de Idolator como una «actuación ardiente», nada mal «para alguien que acaba de hacer su debut en la televisión», y afirmó luego que su sencillo «Blow Your Mind (Mwah)» tiene un sonido «enérgico» y que era «una canción perfecta para servir como su primer sencillo oficial en los Estados Unidos». Como señaló certeramente Sonis en su reseña, «Blow Your Mind (Mwah)» se convirtió en su primera canción que alcanzó popularidad en Estados Unidos e ingresó en la lista de éxitos musicales Billboard Hot 100, debutando en el número 72. además de encabezar el listado Dance Club Songs. La canción, que habla sobre la autoaceptación sin considerar «ajustarse a ciertos criterios» para encajar en la sociedad, en alusión a su experiencia cuando trabajaba como modelo, también tuvo una buena acogida por el público británico y se situó entre las 40 primeras posiciones del listado de sencillos. Realizó su primera gira oficial titulada Hotter than Hell Tour en el mes de octubre por varias ciudades europeas como Dublín, Londres, Ámsterdam, Berlín, Milán y Bruselas, cuya etapa finalizó el 2 de diciembre de 2016 en Birmingham. El crítico belga Sasha Van der Speeten del periódico De Morgen escribió que, en el concierto que llevó a cabo en la ciudad de Berlín, el público estaba tan eufórico que parecía una presentación de Rihanna. Después de concluida su gira por Europa, marchó a América del Norte para actuar como telonera de Troye Sivan en la gira Suburbia Tour en noviembre. Para fines de 2016 el éxito de sus obras, tanto en el extranjero como en su patria, la había consagrado como una de las artistas nuevas más notorias de la época junto con Anne-Marie y Rag'n'Bone Man, y le valió una nominación a la elección de los críticos en los Premios Brit de 2017, donde resultó ganadora de este último. No obstante, fue reconocida también con el premio EBBA y el Premio del Público en enero de 2017, por su éxito en los mercados exteriores. Además, recibió el galardón a mejor artista nuevo en la ceremonia de premiación de la revista británica NME en febrero de 2017, en los tiempos en que dio inicio a su primera gira por Norteamérica, que en su mayoría tuvo una excelente acogida del público. La gira continuó con actuaciones no menos espléndidas por Europa en el mes de abril, antes del lanzamiento de su primer álbum.

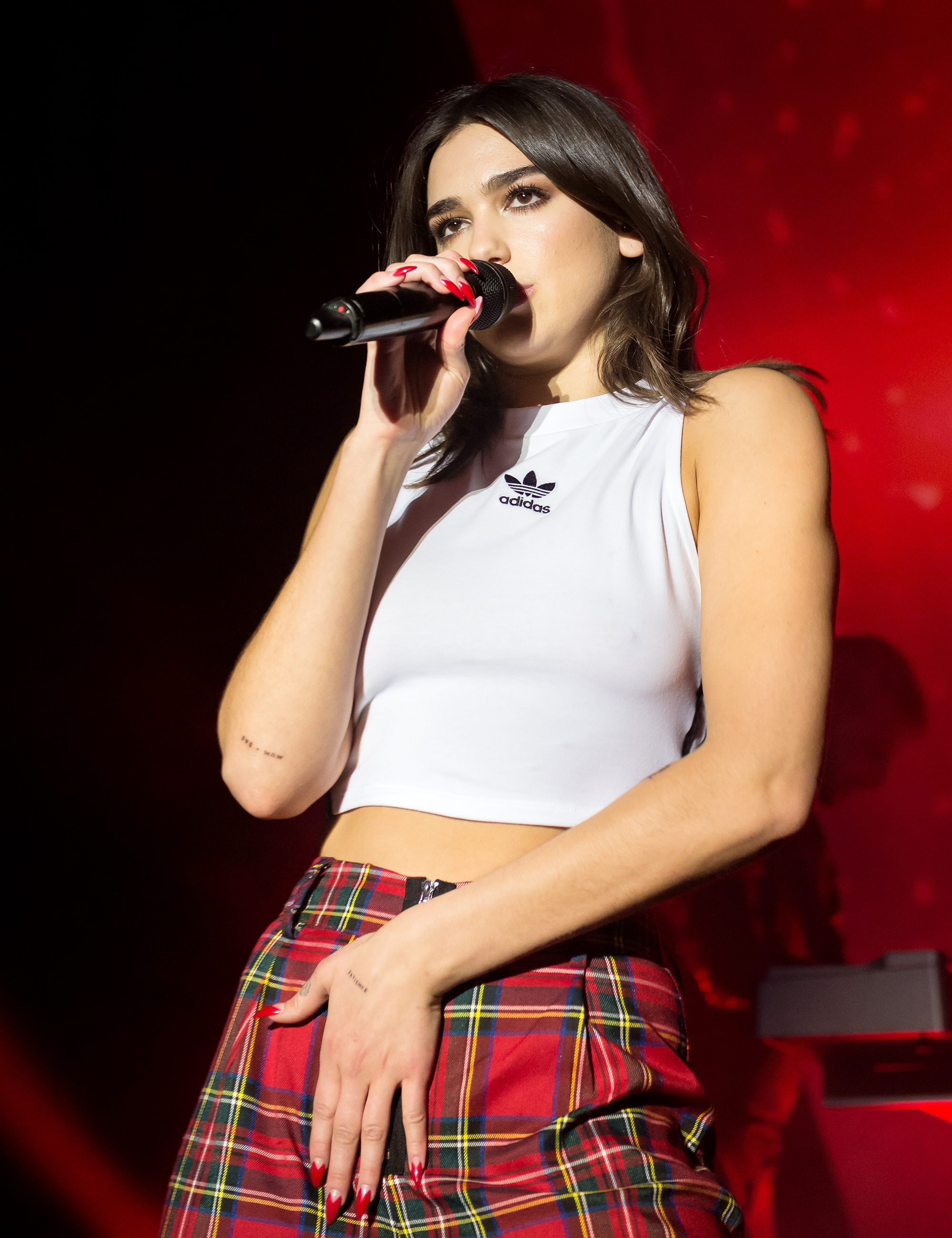
Lipa en el Hollywood Palladium en febrero de 2018.

Sus trabajos captaron el interés del cantante jamaicano Sean Paul, quien la invitó a participar como vocalista en su canción «No Lie», cuyo lanzamiento tuvo lugar en noviembre de 2016. El siguiente mes, un documental sobre Lipa llamado See in Blue fue realizado por la revista The Fader. En general, comenzó a ganar popularidad en la mayoría de los rankings musicales de distintos países a principios de 2017, como sucedió con la lista de sencillos británica, donde entró en la décima posición. Su siguiente colaboración, «Scared to Be Lonely», de Martin Garrix, estrenado el 27 de enero de 2017, se inspira en una relación amorosa en la que ambas personas se preocupan sinceramente por el otro. La obra fue otro éxito rotundo en ventas y entró en las listas de popularidades de Australia y Reino Unido. «Scared to Be Lonely» también tuvo una buena acogida por el público estadounidense y pasó a ser su segundo éxito en la lista Hot 100 de Billboard, cuya reportera Kat Bein, dio una reseña favorable en la que relató que «empieza con cuerdas fantasmagóricas y electrónicas antes de que la fuerte voz de Lipa te agarre de la oreja. La percusión escasa conduce ligeramente la melodía hacia el gancho simple, pero majestuoso». El lanzamiento de «Scared to Be Lonely» siguió a la puesta a la venta de su sencillo «Lost in Your Light» con la participación vocal de Miguel en abril, el cual tuvo poca resonancia. En mayo de 2017, participó en el aniversario del canal de televisión indonesio SCTV y fue premiada como artista internacional joven y prometedor en los SCTV Music Awards.
Su álbum debut y homónimo, descrito por ella por la «tristeza» y el «pop oscuro», se lanzó el 2 de junio de 2017. Tras su publicación, el álbum entró en la posición número 5 en la lista de álbumes británica, además de alcanzar los primeros 30 puestos en Bélgica, Alemania, Países Bajos, Irlanda, España, Nueva Zelanda y Australia. En general, recibió críticas favorables y el periodista Alex Green, de la revista Clash, lo llamó un álbum lleno de «confianza» y destacó la «calidad emotiva de sus letras». Lo promocionó a través de conciertos por Reino Unido en múltiples festivales de música durante el verano a fines de año y además llevó a cabo una gira de veinte presentaciones por nueve países europeos. Su sexto sencillo «New Rules», se lanzó el mes siguiente y se convirtió en su primer número 1 en Reino Unido, y el primero para una solista británica después «Hello» de Adele en 2015. También se posicionó en el top 10 en otros países, incluyendo el número 2 en Australia, 6 en Estados Unidos y 7 en Canadá. Actuó en el Festival de Glastonbury en junio de 2017. El mes subsiguiente participó en el We the Fest, un festival de música indonesio en Yakarta. Estuvo presente en el programa de televisión británico Later... with Jools Holland emitido por BBC Two en octubre de 2017. También fue telonera en las actuaciones de Bruno Mars en su gira de conciertos 24K Magic World Tour por varias ciudades estadounidenses en septiembre de 2017 y por Oceanía entre febrero y marzo de 2018. También estuvo en Argentina como telonera de Coldplay el 14 y 15 de noviembre en el Estadio Ciudad de La Plata y además tuvo su propio espectáculo el 13 de noviembre en el Teatro Vorterix. En diciembre, fue nombrada la mujer de mayor stream de 2017 en el Reino Unido para la plataforma digital Spotify.

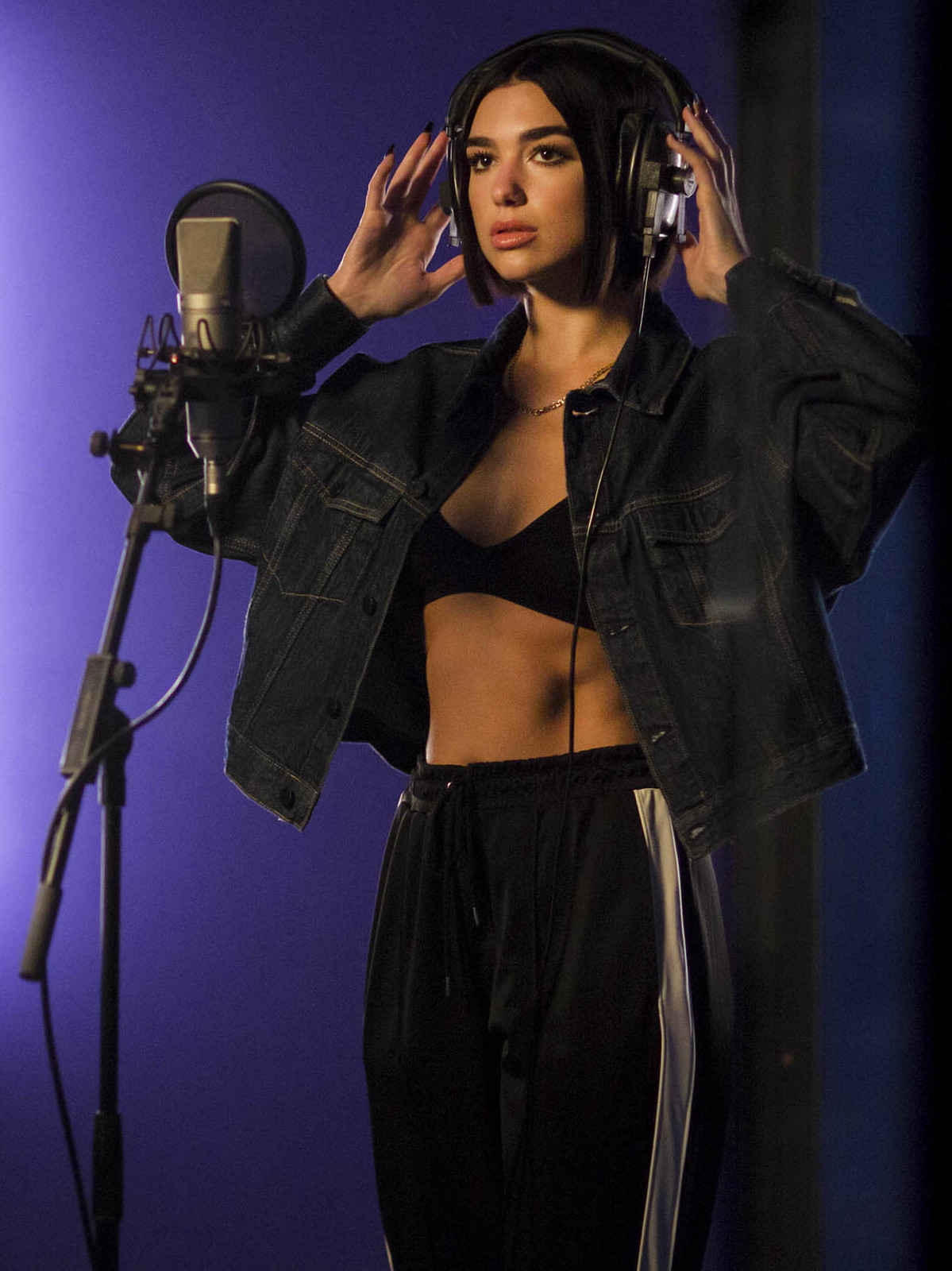
Lipa en colaboración con la marca Jaguar para crear su propia versión de «Want To».

Para enero de 2018, empezó a trabajar en nuevo material para su segundo álbum. En el mismo mes, recibió nominaciones de las cinco categorías de los Premios Brit, más nominaciones que cualquier otro artista ese año. Fue nominada a álbum británico del año, sencillo británico del año, video británico del año, artista solista femenina británica y mejor artista nuevo, ganando los últimos dos. Esta fue la primera vez que una artista femenina recibió cinco nominaciones. Tuvo presentación en la ceremonia de entrega de premios celebrada el 21 de febrero en el recinto musical The O2 Arena en Londres.
La cantante colaboró con el DJ estadounidense Whethan en la canción «High» para la banda sonora de la película de James Foley, Cincuenta sombras liberadas, y dicha canción fue lanzada en febrero de 2018. El 6 de abril de 2018, lanzó junto a Calvin Harris el sencillo «One Kiss», el cual llegó a la cima de la UK Singles Chart el 20 de abril, convirtiéndose en su segundo número 1 en el listado; en la canción proporcionó la voz y fue acreditada como escritora. El sencillo se convirtió en la canción más vendida en el Reino Unido del año 2018 y encabezó la lista durante ocho semanas consecutivas. Fue la artista encargada de la ceremonia de apertura de la final de la Liga de Campeones de la UEFA 2017-18 en Kiev el 26 de mayo. Se reportó que lanzaría colaboraciones con otros artistas, que saldrían más adelante en 2018 como uno con el dúo Silk City de Diplo y Mark Ronson. Ronson más tarde confirmó que el título de la canción sería «Electricity». La canción fue lanzada el 9 de septiembre. Adicionalmente, apareció en «If Only», una canción del decimosexto álbum de estudio del cantante italiano Andrea Bocelli.
Dio una presentación en un concierto del Gran Premio de Singapur 2018 en septiembre. En el mismo mes, fue escogida como la cara del automóvil eléctrico llamado I-Pace de la marca británica Jaguar. La marca hizo una remezcla especial de la canción «Want To», y los fanáticos de todo el mundo podían crear su propia versión de la canción de Dua Lipa x Jaguar en el sitio web Join the Pace, en función de sus propios comportamientos de conducción o la música que escuchan, para luego compartirla en las redes sociales. Según el equipo de Lipa, Jaguar y Lipa establecieron el récord mundial de "la canción más remezclada jamás". En octubre, la cantante lanzó Dua Lipa: The Complete Edition, una versión expandida de su álbum debut que incluye tres canciones nuevas, incluyendo «Want To» y colaboraciones previas con otros artistas. Esta incluye una colaboración con el grupo femenino surcoreano Blackpink llamada «Kiss and Make Up». Actualmente su carrera está en la cima con sus dos álbumes Dua Lipa y Future Nostalgia ha conseguido muchos premios y de los más resaltantes los 3 grammys que tiene.

### Future Nostalgia(2019-2022)

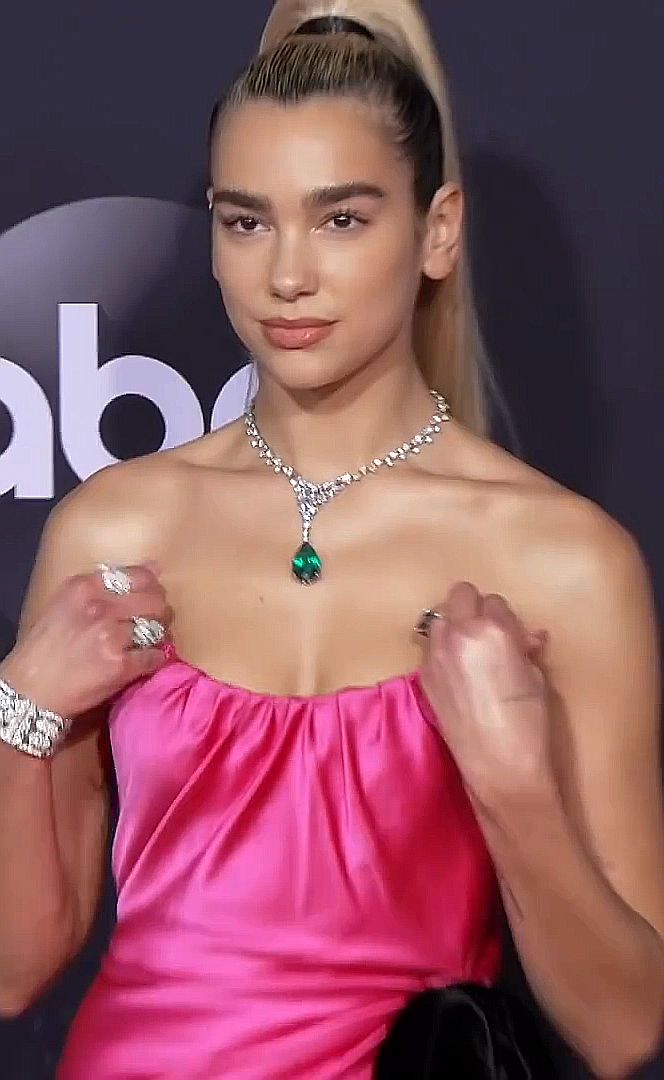
Lipa en los American Music Awards de 2019.

El 24 de enero de 2019, publica «Swan Song» producida por MNEK y Junkie XL para la banda sonora de la película de James Cameron, Battle Angel: La última guerrera. En el mismo mes, declaró que había pasado el año anterior en el proceso de escritura para un próximo segundo álbum de estudio. Mientras discutía el sonido del álbum, comentó que sería un disco pop «nostálgico» que «se siente como una clase de baile». En marzo de ese mismo año, anunció que sería la cara de la marca de ropa británica Pepe Jeans. En agosto se asoció con la marca Yves Saint Laurent para convertirse en el rostro de su perfume "Libre", para el cual realizó una canción exclusiva, titulada «Free».

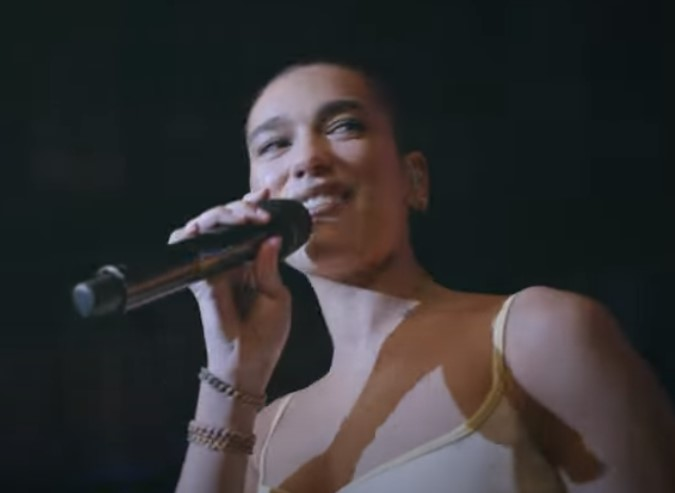
Lipa para Evian en 2021.

En octubre, anunció «Don't Start Now», una canción con influencias disco que se lanzó el 1 de noviembre de 2019 como el primer sencillo de su próximo segundo álbum de estudio. Alcanzó la segunda posición en los sencillos del Reino Unido y se convirtió en su segundo top 10 en Billboard Hot 100 de Estados Unidos. Tras el lanzamiento de su sencillo principal, se reveló el 1 de diciembre de 2019, que el próximo álbum se llamaría Future Nostalgia y que sería lanzado el 3 de abril de 2020. Al día siguiente, anunció la etapa europea de la gira Future Nostalgia Tour para la promoción del álbum, junto con el sencillo promocional «Future Nostalgia». «Physical» se estrenó como el segundo sencillo el 31 de enero de 2020, el tema se convirtió en su octavo top 10 en la lista de sencillos del Reino Unido y su novena canción en aparecer en el Billboard Hot 100. Una versión remix de la canción con la cantante surcoreana Hwasa, se estrenó el 17 de marzo de 2020. Seis días después, tras una filtración de alta calidad del álbum, anunció a través de Instagram Live que su tercer sencillo «Break My Heart» se estrenaría el 25 de marzo del mismo año, mientras que el lanzamiento de su álbum se adelantó al 27 de marzo. El tema alcanzó la sexta posición en Reino Unido, y la posición 13 en Estados Unidos. Future Nostalgia debutó en el número 2 en la UK Albums Chart con 34 390 unidades vendidas. Alcanzó la primera posición en su segunda semana de lanzamiento. En Estados Unidos debutó en la posición 4 en Billboard 200, convirtiéndose en su primer álbum entre los diez primeros en la lista, y la posición 4 en Rolling Stone 200. En Spotify rompió tres récords en la plataforma, convirtiéndose en el álbum más transmitido en un día por una artista femenina británica a nivel mundial y el más transmitido en un día por una artista femenina británica en el Reino Unido y en los Estados Unidos. El álbum tiene el récord de tener las ventas más bajas de una semana mientras está en la cima de la lista en la era moderna; cuando fue número uno, la semana que comenzó el 15 de mayo de 2020, el álbum acumuló apenas 7.317 ventas. En el momento del lanzamiento del álbum, Lipa se convirtió en la primera artista femenina británica desde Vera Lynn en tener tres sencillos entre los diez primeros en un solo año calendario, y Lynn tuvo tres en 1952. Lipa eventualmente anuló este récord con el sencillo «Levitating», que también alcanzó su punto máximo dentro de los diez primeros en la lista Billboard Hot 100, convirtiéndose en su tercer top diez en los Estados Unidos en general. El video musical de Lipa para «Physical» fue nominado como Mejor Director de Arte en los Premios de Video Musical de Berlín en 2020. La directora de arte del video musical es Anna Colomer Nogué.
El 11 de agosto de 2020, fue nombrada embajadora mundial de la marca Evian. El anuncio lo hizo Lipa en las redes sociales, afirmando que "había sido un honor" trabajar con la marca. El 13 de agosto, Lipa lanzó un remix de «Levitating» con las artistas estadounidenses Madonna y Missy Elliott. Sirvió como el sencillo principal de Club Future Nostalgia, una colección de remezclas de canciones de Future Nostalgia de The Blessed Madonna y Mark Ronson, que fue lanzado el 28 de agosto. El 2 de octubre de 2020, Lipa lanzó el segundo remix de «Levitating» con el rapero estadounidense DaBaby; el mismo día, Lipa lanzó el video musical para el segundo remix. El 14 de octubre de 2020, Lipa y la cantante belga Angèle fueron fotografiadas en el set de un video musical. A finales de mes, los cantantes anunciaron el lanzamiento de su colaboración, «Fever»; fue lanzado el 30 de octubre de 2020. Se incluye en la reedición francesa de Future Nostalgia. Lipa apareció en «Prisoner», una canción del séptimo álbum de estudio de Miley Cyrus, Plastic Hearts. El sencillo fue lanzado el 19 de noviembre de 2020 junto con el video musical. En noviembre se anunció que Lipa sería la invitada musical en el episodio del 19 de diciembre de Saturday Night Live. El 22 de noviembre, se presentó en los American Music Awards para cantar «Levitating» y ganó el premio a la canción favorita de pop/rock con «Don't Start Now». El 27 de noviembre, Lipa actuó en un concierto en vivo titulado Studio 2054, donde cantó varias canciones de Future Nostalgia, una nueva pista inédita con FKA Twigs, así como algunos sencillos anteriores como «New Rules», «One Kiss» y «Electricidad». El evento contó con muchos invitados especiales como Bad Bunny, J Balvin, Kylie Minogue y Elton John, entre otros. Future Nostalgia fue el álbum más reproducido por una mujer (y el quinto álbum más reproducido en general) en Spotify en 2020. Posteriormente, fue nominada a los premios Grammy de 2021 en seis categorías, entre estas álbum del año (Future Nostalgia), grabación del año («Don't Start Now») y canción del año («Don't Start Now»). El 12 de febrero de 2021, lanzó el sencillo, junto a su videoclip oficial, «We're Good» como parte de la reedición del álbum Future Nostalgia bajo el nombre: Future Nostalgia: The Moonlight Edition, publicado en esa misma fecha. Lipa lanzó la canción «Can They Hear Us» de la banda sonora de la película Gully el 4 de junio de 2021. El 13 de agosto de 2021, Lipa volvió a trabajar con Elton John en la canción «Cold Heart (Pnau remix)», lanzada como el sencillo principal del álbum de estudio de John, The Lockdown Sessions. El 15 de octubre, el sencillo alcanzó el puesto número uno en la lista de sencillos del Reino Unido, convirtiéndose en la tercera canción de Lipa en lograr esta hazaña. En febrero de 2022, Lipa lanzó un boletín semanal sobre estilo de vida titulado Service95, así como el podcast que lo acompaña, Dua Lipa: At Your Service.
El 18 de febrero de 2022, una fuente cercana al tema confirmó a Variety que Lipa se había separado de su negocio de administración de toda la vida, TaP Management de Ben Mawson y Ed Millet. Contrariamente a otros informes, la información privilegiada afirma que la cantante no se está reuniendo actualmente con otras firmas de gestión, pero lo hará en el futuro. El 11 de marzo de 2022, Lipa y Megan Thee Stallion lanzaron «Sweetest Pie» acompañado de su video musical. La canción marca su primera colaboración, y sirve como sencillo principal del segundo álbum de estudio de Megan, Traumazine. El 27 de mayo, Lipa colaboró con Calvin Harris y Young Thug para lanzar «Potion», que sirve como sencillo principal del sexto álbum de estudio de Harris, Funk Wav Bounces Vol. 2. Marcó la segunda colaboración entre Harris y Lipa después de su sencillo de 2018 «One Kiss».

### 2023-presente: incursión en la actuación yRadical Optimism
El 26 de mayo de 2023, Lipa lanzó «Dance the Night» como sencillo principal de la banda sonora de la película Barbie. Lipa hizo su debut como actriz en la película, interpretando a Barbie Sirena. El 1 de noviembre de 2023, Lipa anunció el lanzamiento de su nuevo sencillo «Houdini», lanzado el 9 de noviembre de 2023, siendo este el primer sencillo de su tercer álbum de estudio. El mismo día que se lanzó el sencillo, Lipa dijo que Kevin Parker, quien produjo «Houdini» con Danny L Harle, estaba entre sus «colaboradores principales» en el álbum. Spin se refirió a Harle como el coproductor del disco.
El 24 de enero de 2024, Lipa interpretó a LaGrange en la película de espías Argylle.
El 15 de febrero, lanzó «Training Season» siendo el segundo sencillo del álbum, cuyo vídeo musical fue publicado en YouTube el mismo día. El 13 de marzo, Lipa anunció su tercer álbum de estudio, titulado Radical Optimism, que fue lanzado el 3 de mayo. «Illusion» fue lanzado como el tercer sencillo del álbum el 11 de abril de 2024.
Radical Optimism es promocionado por su gira musical: Radical Optimism Tour, la cual visitará Europa, Asia, Oceanía y Norteamérica en diferentes shows exclusivos y festivales durante 2024 y 2025. Lipa también encabezó la edición de 2024 del Festival de Glastonbury a finales de junio, así como el Open'er Festival, Rock Werchter, NOS Alive y Mad Cool en julio.

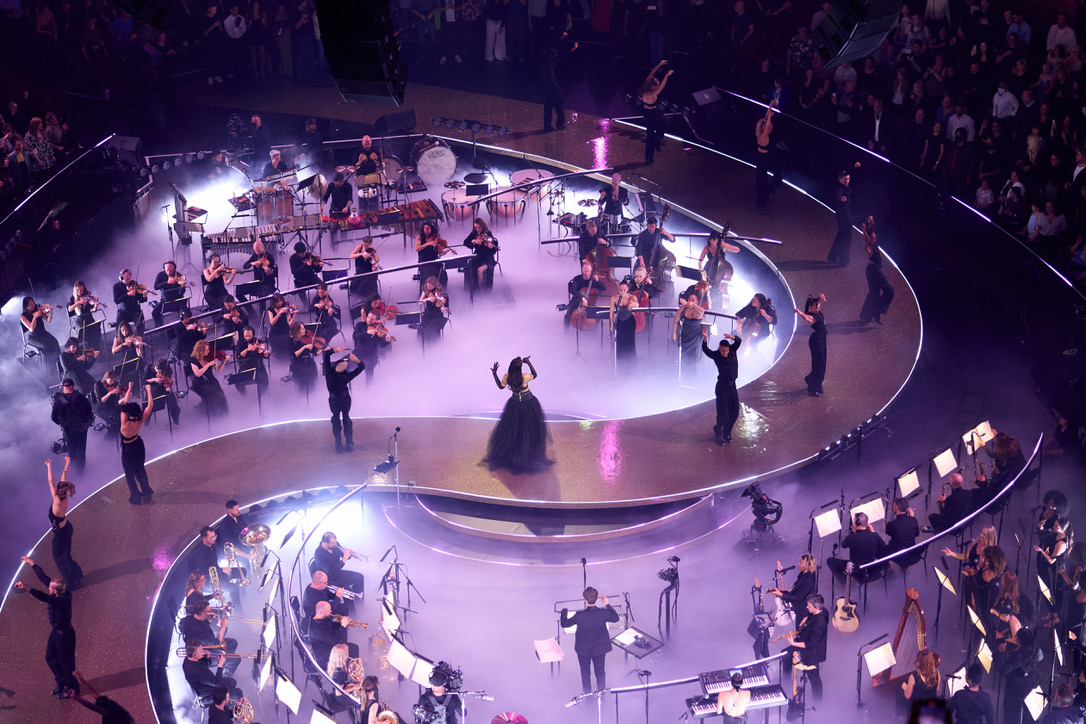
Lipa junto a la Orquesta Heritage en el Royal Albert Hall.

El 17 de octubre se presentó en el Royal Albert Hall en Londres, en dónde cantó sus mayores éxitos y las canciones de su último álbum de estudio. Un remix de «These Walls» con el cantante belga Pierre de Maere fue lanzado el 8 de noviembre de 2024 como cuarto sencillo del disco. «These Walls» recibió reseñas favorables de los críticos llegando a ser top 40 en el Reino Unido y Noruega. El 19 de noviembre Lipa anunció el lanzamiento de su primer álbum en vivo titulado como «Dua Lipa Live from the Royal Albert Hall» para el 6 de diciembre, así mismo, un especial para televisión, de su presentación en el Royal Albert Hall, llamado: «An Evening with Dua Lipa» fue estrenado el 15 de diciembre por la CBS y Paramount+, para televisión y streaming respectivamente.
El 11 de marzo de 2025 fue lanzada «Handlebars» junto su video musical como el quinto sencillo del álbum de estudio debut de Jennie, Ruby, Lipa participó como artista invitada y también en la escritura y composición de la canción.  El 23 de mayo de 2025 anunció que su canción «End of an Era» sería lanzada el 30 del mismo mes como sencillo para las radios en Italia y sirviendo como quinto sencillo en general.

## Estilo e influencias musicales
Su música principalmente es pop, aunque también se ha descrito como dance pop, synth pop, R&B contemporáneo, dream pop y pop alternativo. La artista la describe como pop «oscuro». También es conocida por cantar en un «registro distinto, ronco y bajo», y un tono «sensual». Durante las sesiones de escritura, afirma que generalmente va al estudio con una idea y comienza a desarrollar la canción con sus coautores. Como influencias musicales menciona a Pink, Nelly Furtado, Kendrick Lamar y Chance The Rapper. «Mi idea del pop ha sido Pink y Christina Aguilera y Destiny’s Child y Nelly Furtado...», comentó en una entrevista para GQ en 2018. Future Nostalgia se inspiró en artistas que escuchó durante su adolescencia, incluidos Gwen Stefani, Madonna, Moloko, Blondie y Outkast.

## Filantropía

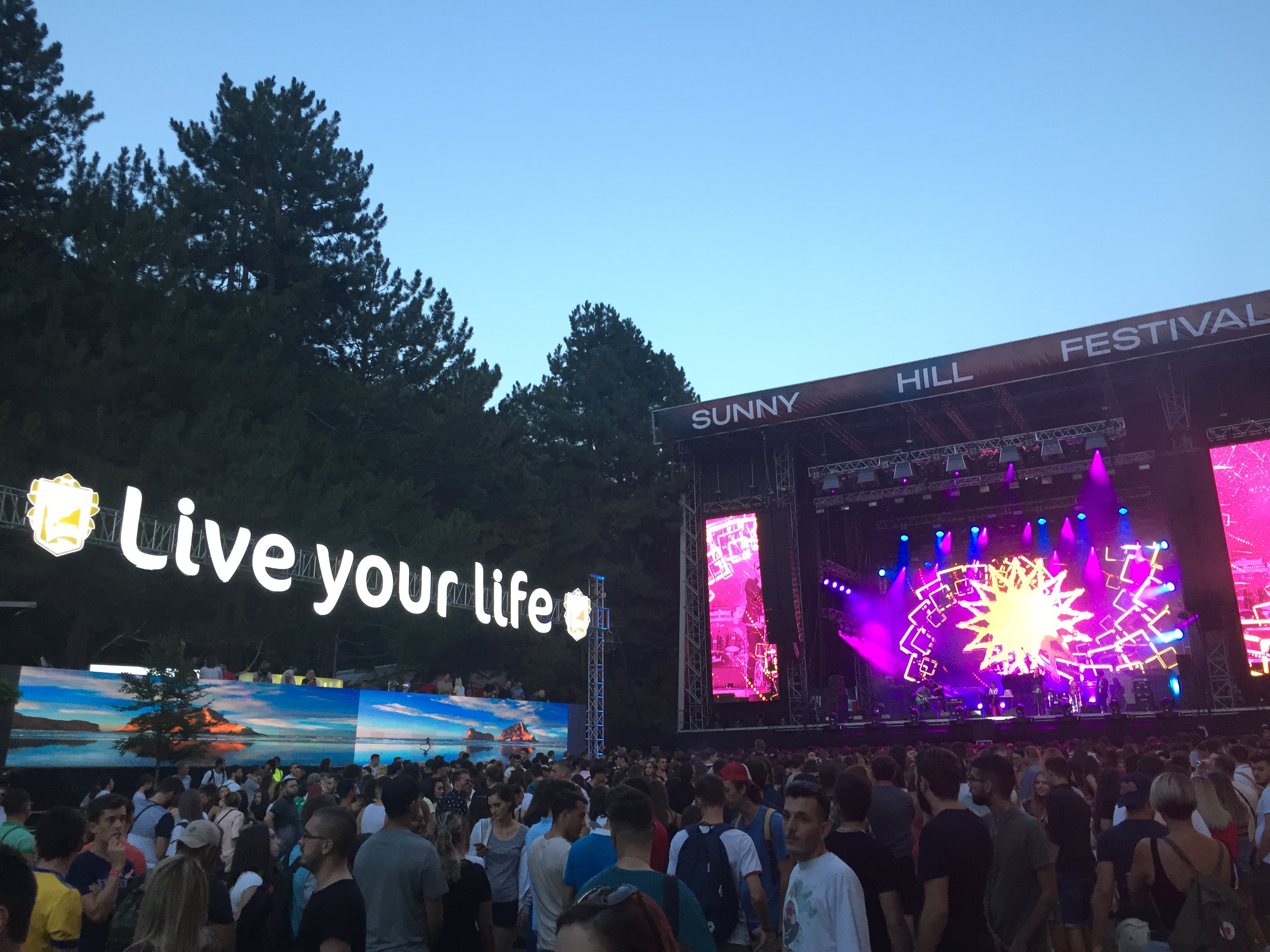
Escenario y tribuna VIP de la primera edición del Festival Sunny Hill en agosto de 2018, con localización en Pristina

Junto con su padre Dukagjin, creó la Sunny Hill Foundation en 2016 con el objetivo de recaudar fondos para ayudar a las personas de Kosovo con dificultades financieras. En agosto de 2018, organizó un festival para recaudar fondos para dicha fundación, llamado Sunny Hill Festival. El entonces alcalde de Pristina, Shpend Ahmeti, le otorgó la llave de Pristina, siendo la primera vez que se otorgaba una. Ella pasó a ser la anfitriona del festival por segundo año consecutivo en 2019, con Miley Cyrus incluida como parte de los artistas invitados. A mediados de noviembre de 2018, ella formó parte de una campaña organizada por UNICEF denominada «Go Blue» en apoyo a los derechos del niño, con motivo del Día Mundial del Niño. Su contribución consistió en un video corto sobre vestirse de azul o exhibir el color azul, con ella en un estudio regrabando la letra de su canción «Be the One». Ella cambió la palabra «rojo» por «azul» en la canción para la ocasión. En diciembre de 2018 participó en un concierto para el evento benéfico anual «Streets of London» de Ellie Goulding en el Wembley Arena, que «financia apoyo especializado para personas sin hogar en Londres y crea conciencia sobre la falta de hogar». En abril de 2019, se convirtió en colaboradora de UNICEF durante una visita de tres días a un campamento para niños y jóvenes refugiados en Beirut, Líbano. El campo incluía a muchos desarraigados por el conflicto en Siria que no tenían una atención médica o educación «adecuada» y ella también visitó a jóvenes palestinos y sirios en el campo de refugiados de Bourj el-Barajneh. Posteriormente, apoyó una campaña de su compañía de gestión con un plan para recaudar 100 000 libras británicas para ayudar a crear conciencia sobre organizaciones benéficas como The Black Dog y CALM.

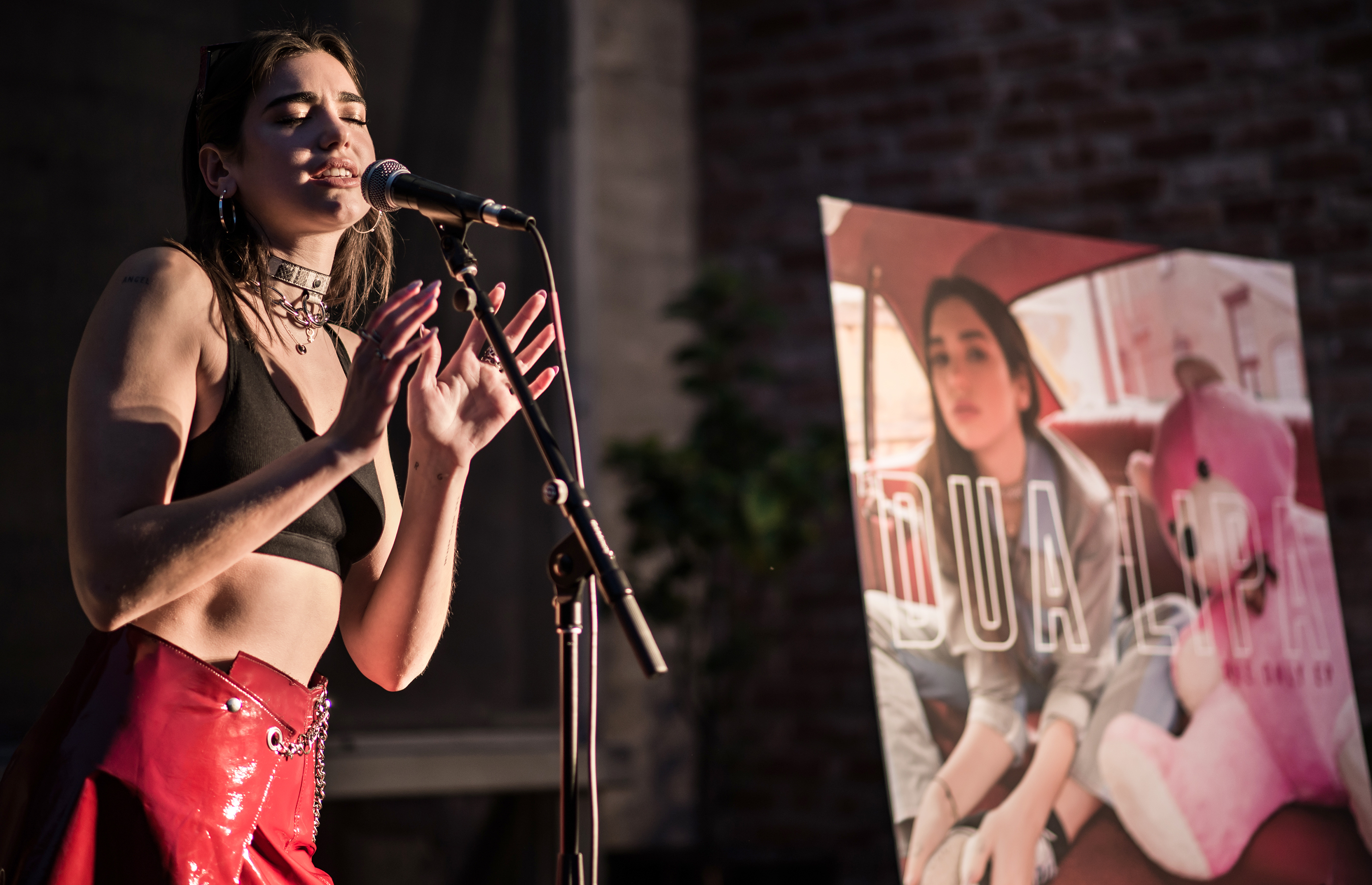
Lipa tocando en vivo en Space 15 Twenty para Urban Outfitters Music.

Ella pidió una mejor atención de la salud mental para los artistas de las industrias creativas, ya que se «sorprendió» al leer que «las tasas de suicidio entre las mujeres que trabajan en las artes son casi un 70 % más altas que en la población mundial». Describió la salud mental como el «problema de nuestra generación». A finales de noviembre de 2019, luego del terremoto de Albania, pidió a sus fanes donaciones y apoyo para las víctimas. Para recaudar fondos, lanzó una línea de camisetas de edición limitada llamada «Pray for Albania» en colaboración con diseñadores de moda albaneses. Todo lo recaudado se destinó a familias y víctimas afectadas por el evento sísmico. El 15 de marzo de 2020, pidió a sus fanes que hicieran donaciones a la agencia ACNUR para hacer frente a la pandemia de COVID-19 debido a que los refugiados son «los más vulnerables» y «a menudo viven en lugares abarrotados» con «servicios de salud limitados». El mismo mes, ella formó parte de un especial de televisión llamado «Home Fest» en The Late Late Show with James Corden From His Garage con el objetivo de recaudar dinero para CDC y Feed the Children donde interpretó su canción, «Don't Start Now», desde un apartamento en Londres. El 16 de mayo de 2020, hizo una presentación en vivo de su canción «Break My Heart» en el especial de televisión Graduate Together: America Honors the High School Class of 2020 dirigido a los estudiantes de secundaria cuyas ceremonias de graduación y bailes de graduación fueron canceladas debido a la pandemia de COVID-19. A finales de mayo de 2020, ella participó en un evento virtual llamado «Dream With Us» con el objetivo de recaudar fondos, cuyo evento consistió en un concierto en streaming en el que una parte de las ganancias se destinaría a organizaciones que ayudan a combatir la enfermedad de COVID-19.
Formó parte de un proyecto benéfico organizado por BBC Radio 1 para hacer una versión caritativa de la canción «Times Like These» lanzada el 23 de abril de 2020 en su segmento Live Lounge. Formando parte del grupo benéfico Live Lounge Allstars en el que cada miembro grabó y filmó su contribución a la canción desde sus respectivos hogares con el fin de fomentar el distanciamiento social, cuyas ganancias del sencillo irían a Children in Need y Comic Relief, así como al Fondo de Respuesta Solidaria COVID-19. Ella usó las redes sociales para promover que los ciudadanos libaneses donaran sangre a las víctimas afectadas por las explosiones en el puerto de Beirut de 2020. Ella donó 5000 euros al Teatro de Dodona para que el lugar pudiera tener su propio sistema de entradas y sitio web. Formó parte de una iniciativa organizada por la cantante belga Angèle y la Fundación KickCancer para financiar una investigación contra el cáncer infantil, cuya dinámica se trató de un sorteo benéfico en ella ofreció como premio un manuscrito de su canción «Don't Start Now». Ella se presentará en la fiesta de los premios de la Academia de la Fundación Elton John AIDS 2021 virtualmente para recaudar fondos y beneficiar a la Fundación Elton John para combatir el VIH/sida, cuyo evento comenzará el 25 de abril de 2021.

## Activismo e incidencia política
Lipa se identifica como feminista. Afirmó que adoptó su razonamiento feminista con hechos que leyó en libros como Mala feminista, de Roxane Gay, El mito de la belleza, de Naomi Wolf y Los hombres me explican cosas, de Rebecca Solnit. Se ha pronunciado contra el sexismo dentro de la industria de la música, utilizando las redes sociales para crear conciencia sobre los problemas de las mujeres. Ha abogado por la igualdad social para la comunidad LGBTIQ+. El 12 de febrero de 2018, alzó una bandera arcoíris mientras interpretaba su canción «Be the One» en una presentación en el Hollywood Palladium de Los Ángeles como parte de la gira The Self-Titled Tour. En la alfombra roja de los Premios Brit de 2018 lució un vestido de rosas blancas en apoyo al movimiento Time's Up, y también declaró en su discurso de aceptación de un premio su alegría por tener «mujeres presentes en estas etapas» y «más mujeres ganando premios». El 12 de marzo de 2018, ondeó una bandera LGBTIQ+ mientras interpretaba «Blow Your Mind (Mwah)» en un concierto en el Teatro Palais de Melbourne. Ella señaló la importancia del movimiento Me Too, afirmando que aunque nunca sufrió acoso sexual en su vida, creció experimentando con «persecuciones de beso». También repudió el acoso callejero que describió como un comportamiento que «afecta al estado de ánimo» y que «hace que la gente se avergüence de su forma de vestir». Sobre el sexismo en la industria de la música, afirmó que es más difícil para las cantantes «ser tomadas en serio si no estás sentada al piano o con una guitarra», a diferencia de los artistas masculinos, quienes piensan que «ellos escriben su propia música y para las mujeres, asumen que todo está fabricado». Ella expresó su punto de vista sobre los derechos de las mujeres en Arabia Saudita en un tuit debido al levantamiento de la prohibición de conducir para las mujeres por parte de Salmán bin Abdulaziz, cuya política no entró en vigencia hasta junio de 2018, hecho que calificó como «un paso hacia la igualdad». Explicó que su percepción del feminismo no se trata de misandria, sino de exigir las mismas oportunidades.

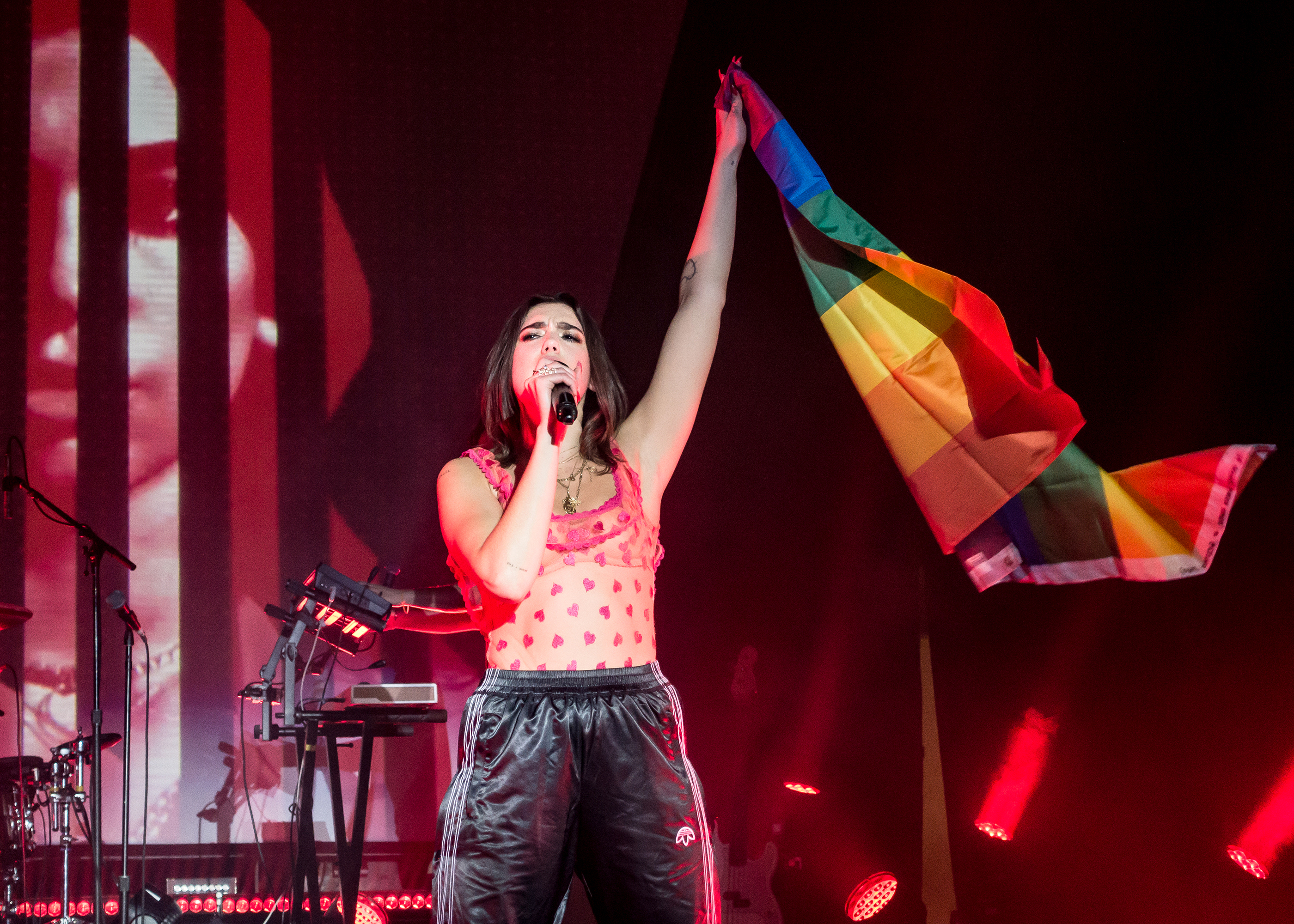
Lipa alzando una bandera LGBT en una presentación en el Hollywood Paladium de Los Ángeles.

En septiembre de 2018, algunas personas fueron sacadas por el personal de seguridad de un concierto de Lipa en el Centro Nacional de Exposiciones y Convenciones de Shanghái por supuestamente ondear banderas LGBTIQ+, a pesar de que la homosexualidad fue despenalizada en China en 1997. En respuesta, ella dijo que estaba «orgullosa» y «agradecida» de las personas que mostraron su orgullo LGBTIQ+ en el evento. En los Premios Grammy de 2019, ella usó su discurso de premiación para rendir homenaje a las artistas nominadas en las categorías diciendo «creo que este año realmente hemos dado un paso adelante», el cual fue una alusión a la previa sugerencia del expresidente de la NARAS, Neil Portnow, acerca de que las mujeres deberían «dar un paso adelante» para ser reconocidas dentro de la industria de la música. Ella participó en un cortometraje para una iniciativa llamada «Global Feminism», dirigida por The Circle de Annie Lennox en asociación con Apple Music y estrenada el 7 de marzo de 2019 antes del Día Internacional de la Mujer. El clip tenía como objetivo crear conciencia sobre la misoginia, la violación y la violencia contra las mujeres, y presentaba a Lipa mostrando una estadística que alegó que «1 de cada 3 mujeres y niñas se ven afectadas por la violencia física o sexual en su vida». En abril de 2019, mostró su apoyo a los derechos LGBTIQ+ en Brunéi pidiendo el boicot a las industrias hoteleras del entonces Sultán de Brunéi, Muda Hassanal Bolkiah, luego de que entrara en vigencia un código penal que castiga la homosexualidad con la muerte en Brunéi. En mayo de 2019, se pronunció a favor del derecho al aborto en Estados Unidos cuando se mostró en contra de la ley de prohibición del aborto en Alabama; afirmó que «ningún hombre debería tomar una decisión tan fundamental sobre el cuerpo de una mujer» mientras se preguntaba «cómo se prohíbe el aborto antes que las armas» y proclamó «solidaridad» con sus «hermanas». Tres meses después, ella mostró su apoyo para una campaña llamada «Bans Off My Body» organizada por Planned Parenthood contra las restricciones al aborto en los Estados Unidos. Su sencillo promocional, «Future Nostalgia», trata temas de feminismo y autorreflexión. En su criterio, ella estuvo de acuerdo con el uso de las redes sociales porque es una herramienta «asombrosa» pero al mismo tiempo «un caldo de cultivo para el odio y la ansiedad».

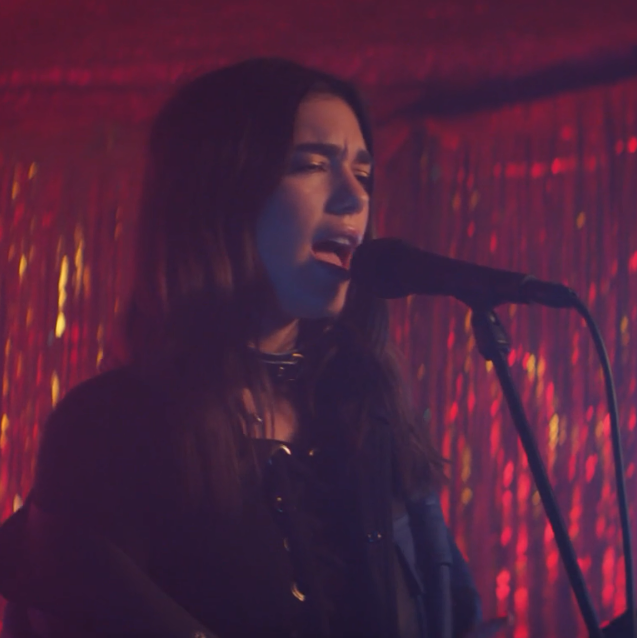
Lipa en el cortometraje See in Blue de YouTube.

Fue la anfitriona de la fiesta principal del desfile del orgullo LGBTIQ+ de Sídney y formó parte del desfile, antes de interpretar varias de sus canciones para el evento. Luego de los Premios Grammy de 2020, asistió a un after-party de Lizzo junto con Rosalía y Lil Nas X en el club de estriptis Crazy Girls en Los Ángeles, donde arrojó dinero a las estríperes, lo que generó una reacción negativa en las redes sociales. Se acusó a Dua Lipa de ser «antifeminista» y contribuir a un trabajo que «literalmente permite objetizar a las mujeres». En respuesta a las críticas, Lipa dijo que ella «cree en apoyar a las mujeres en todos los campos de trabajo», y agregó que «todos se estaban divirtiendo» en el evento y «nada en esa fiesta fue despectivo», además también recibió el apoyo de los fanáticos. Su canción «Boys Will Be Boys» ilustra líricamente los temas de violencia masculina, acoso sexual, masculinidad tóxica, dobles estándares, misoginia, empoderamiento y feminismo. En mayo de 2020, nombró al activista sirio Hassan Akkad un «héroe nacional» por limpiar los pasillos del Hospital Whipps Cross y ayudar a los pacientes y al personal del Servicio Nacional de Salud a lidiar con la COVID-19. Se opuso a la brutalidad policial en los Estados Unidos tras la muerte de George Floyd, afirmando que ya no se tolerarían más generaciones de estadounidenses negros que crezcan temiendo a quienes «deberían protegerlos». Lipa también ha mostrado su apoyo al movimiento Black Lives Matter, y el 3 de junio de 2020, asistió a una protesta del movimiento en Hyde Park con su familia a raíz de las protestas por George Floyd. Ese mismo mes, en una publicación de Instagram, citó el hashtag #BlackTransLivesMatter. En julio de 2020 firmó una carta abierta al gobierno del Reino Unido que recibió la entonces ministra Liz Truss para solicitar la prohibición de la terapia de conversión. Se mostró a favor de la asistencia sanitaria universal preguntándose por qué la gente no protestaba por ello, además de afirmar que ella y su país de nacimiento, Reino Unido, consideran al Servicio Nacional de Salud como un «derecho».
En noviembre del mismo año, se pronunció en contra de la cultura de la cancelación calificándola de «tóxica» y «peligrosa». En el mismo mes, ella manifestó estar de acuerdo con una campaña a favor del aborto en Argentina que tenía el propósito de provocar la legalización de la Ley de Interrupción Voluntaria del Embarazo. Un mes después, durante los Billboard Women in Music, usó su discurso de aceptación del premio Powerhouse para resaltar que las mujeres «todavía tienen mucho que hacer por la igualdad real» en el que también se quejó de la «falta de diversidad» entre los artistas del Billboard Hot 100 y pidió aliento continuo a «todas las chicas jóvenes para ser las potencias del futuro». El 22 de enero de 2021, recurrió a sus historias de Instagram para recomendar a sus seguidores que vieran la película Quo Vadis, Aida? de Jasmila Žbanić, que trata el tema del genocidio de Srebrenica, afirmando que la había «conmovido hasta las lágrimas y la hizo reflexionar sobre tantas historias desgarradoras que le habían contado cuando era niña». En febrero de 2021, le pidió a sus seguidores de Instagram ver la película Hive de Blerta Basholli, un filme con una sinopsis relacionada con la guerra de Kosovo por la que ella estuvo «extremadamente orgullosa» de que esta ganara los tres premios principales en el Festival de Cine de Sundance de 2021. Apoyó una campaña de la marca Yves Saint Laurent denominada «Abuse Is Not Love» contra la violencia de pareja.
El 7 de agosto de 2022 fue nombrada «Embajadora de honor» de Kosovo.

## Perspectiva política y controversias

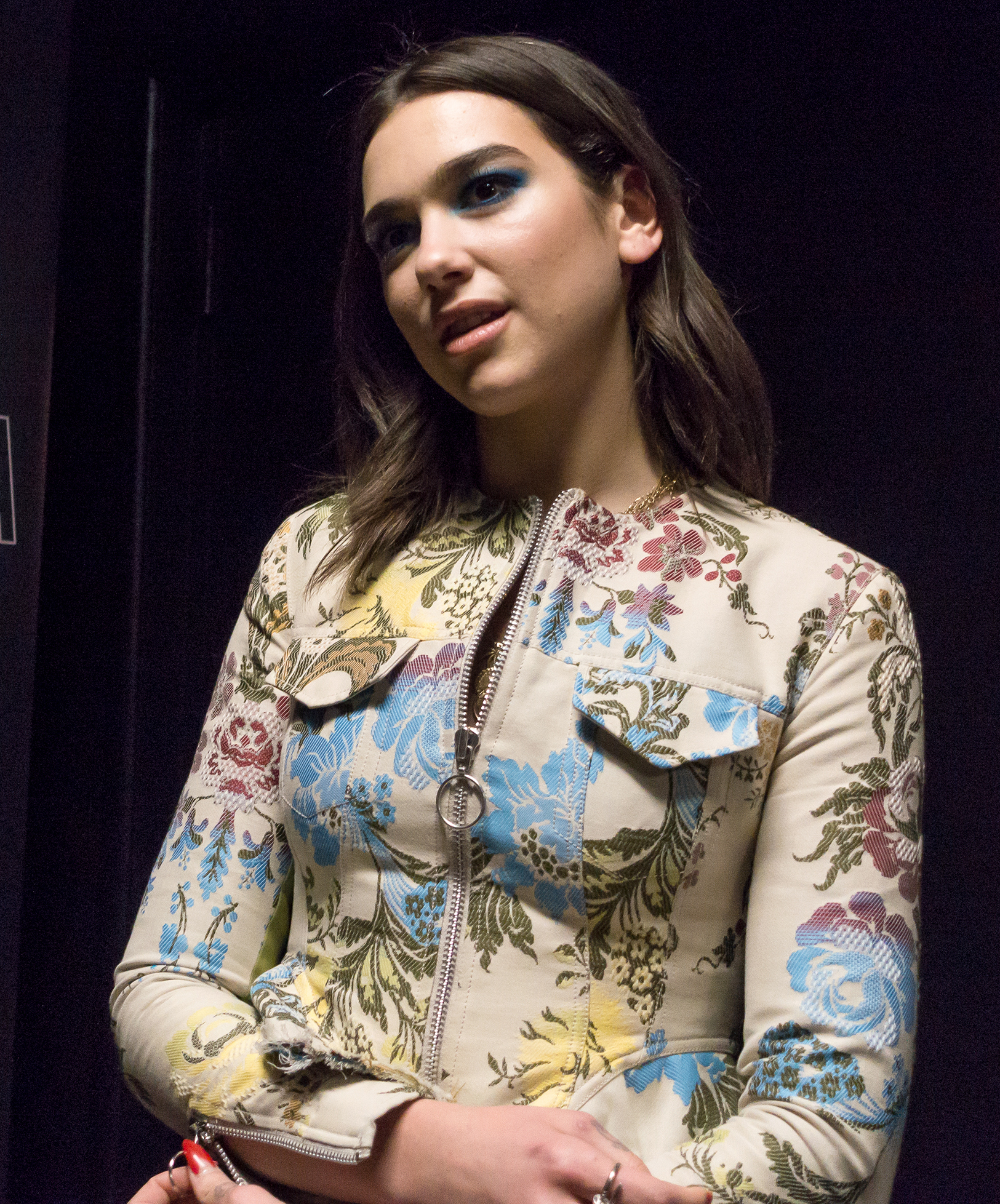
Lipa hablando en el Hollywood Palladium de 2018.

Dua Lipa calificó el resultado del referéndum sobre la permanencia del Reino Unido en la Unión Europea en 2016 como una «noticia devastadora». En enero de 2018, desató su primera controversia cuando una versión de la canción «Smoke, Drink, Break-Up» que ella grabó en 2014 resurgió en YouTube, donde se la puede escuchar diciendo la palabra «nigga», la cual forma parte de la letra de la versión original, pero con un efecto de sonido distorsionado. Luego, ella aclaró que «nunca tuvo la intención de ofender o molestar a nadie» y que «debería haberse usado una palabra diferente». En marzo de 2018, el periodista neozelandés-australiano Richard Wilkins la criticó por aplazar su participación como telonera en 2 conciertos del 24K Magic World Tour, señalando que no fue «honesta» sobre el motivo de la cancelación, debido a que según Wilkins, ella pospuso las fechas debido a una cirugía dental y una semana después pudo actuar en Jimmy Kimmel Live!. En respuesta, Lipa aclaró que el episodio del programa de televisión donde actuó «se grabó en febrero y se emitió el 20 de marzo», lo que llevó a Wilkins a disculparse por estar «mal informado»; sin embargo, ella tildó los comentarios de Wilkins de «molestos» y «peligrosos». En julio de 2018, ella se quejó sobre la atención médica de los pasajeros de United Airlines en Twitter, donde repudió el tratamiento de la aerolínea sobre la alergia al maní de su hermana. Posteriormente, la aerolínea aclaró que la seguridad de sus pasajeros es su prioridad y no pudieron garantizar un espacio libre de alérgenos. Ella criticó la construcción del muro fronterizo de Donald Trump durante su presidencia en los Estados Unidos, afirmando que más adelante se podría «ver muy claramente lo que salió mal al poner a alguien como Trump en el poder». En septiembre de 2018, retuiteó un comentario que destacaba frases «homofóbicas» y «discriminatorias» del entonces candidato a la presidencia de Brasil, Jair Bolsonaro, agregando el hashtag #EleNão, un movimiento social en contra de su campaña presidencial de 2018. El 27 de septiembre de 2018, la modelo brasileña, Liziane Gutiérrez, dijo en Instagram que Lipa la había expulsado de la zona VIP de su concierto en Las Vegas por llevar una camiseta con el hashtag #EleSim, que simbolizaba apoyo a Bolsonaro.

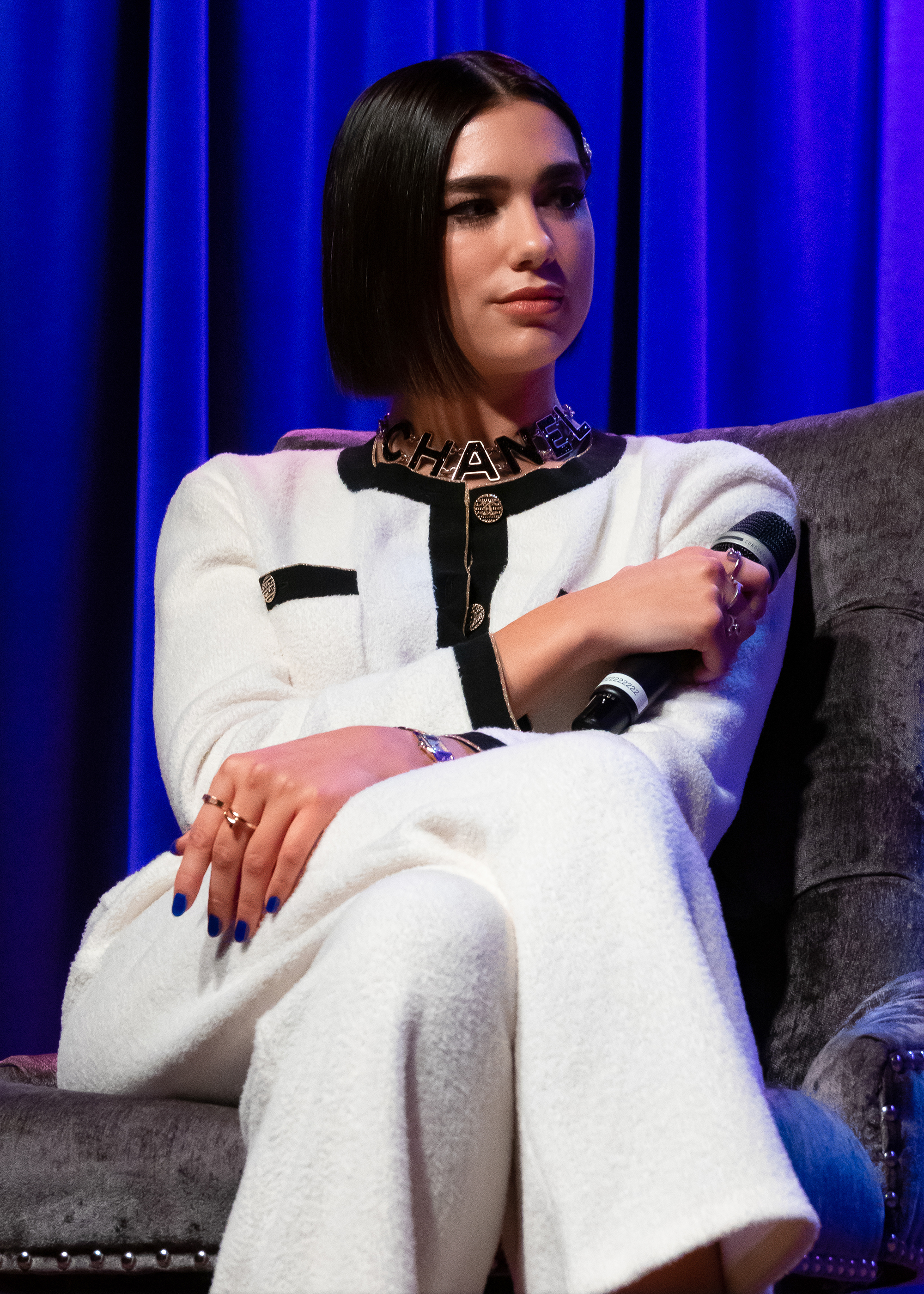
Lipa en una entrevista en 2018.

En noviembre de 2018, expresó su descontento por la retirada del Reino Unido de la Unión Europea debido al Brexit porque, según su experiencia personal, «ningún refugiado abandona su país sin tener que hacerlo». En junio de 2019, hizo público su apoyo a la transición democrática sudanesa de 2019 en las redes sociales compartiendo una imagen azul que mostraba la frase «Apoya a Sudán», donde detallaba su rechazo a la masacre de Khartum escribiendo sobre todas las «mujeres, hombres y niños que luchan por una transición pacífica a la democracia». También describió el evento como un intento de «brutal asesinato y violación» por parte de las fuerzas gubernamentales de quienes intentan llamar a la democracia, una «violación de los derechos de libertad» de los ciudadanos sudaneses por bloquear su acceso a Internet y una «violación de los derechos humanos». En diciembre del mismo año, Lipa apoyó al Partido Laborista liderado por Jeremy Corbyn en las elecciones generales del Reino Unido de 2019, comparando las políticas de los laboristas y conservadores sobre diversos temas en las redes sociales y afirmando que era «la elección importante en una generación». Describió la victoria de Boris Johnson en las elecciones como un «desastre total». El 3 de marzo de 2020, instó a los votantes del supermartes en Estados Unidos a elegir a Bernie Sanders como candidato para las primarias presidenciales del Partido Demócrata. En junio de 2020, ella volvió a publicar, y luego eliminó, una publicación que criticaba el trato de las Fuerzas de Defensa de Israel a los palestinos, que mostraba a las Fuerzas Terrestres israelíes deteniendo a menores palestinos, y calificaba a las personas del gobierno israelí de «judíos falsos» y al gobierno federal de los Estados Unidos como «cristianos falsos» acusándolos de haber creado Hamás para que la gente «crea que Hamás es la razón de décadas de ocupación, opresión, limpieza étnica y asesinato». Luego, una petición de la organización israelí Im Tirtzu firmada por miles de israelíes fue enviada al entonces Ministro de Defensa, Benny Gantz, y al Ministro de Cultura y Deporte, Hili Tropper, para que dejaran de transmitir canciones de Lipa en las radios militares israelíes Galatz y Galgalatz por su publicación «anti-israelí» y «antisemita» llena de «teorías de conspiración» y «libelo de sangre».
En respuesta, Galatz explicó que «Galgalatz no boicotea a ningún artista» y «las canciones se eligen a criterio de los editores de cada segmento». En julio de 2020, Lipa apoyó una campaña denominada «Let the Music Play» en la que firmó una carta abierta enviada al entonces Secretario de Cultura, Oliver Dowden, pidiendo el apoyo del gobierno del Reino Unido por la pérdida económica de la industria de la música en vivo británica bajo la pandemia de COVID-19. El 18 de julio de 2020, ella compartió una publicación en su historia de Instagram en la que explicó «por qué Kosovo no es y nunca será Serbia», instando a sus seguidores a firmar una petición que pedía a Apple que incluyera a Kosovo en su servicio de mapas como nación independiente. Al día siguiente, publicó en sus redes sociales una imagen de un pendón que contenía un mapa irredentista de la Gran Albania que reflejaba a Albania, Kosovo, Serbia, Grecia y Macedonia del Norte como una nación al que se adjuntaba la definición de la palabra «autóctono». Debido a que la imagen se asocia comúnmente con el nacionalismo albanés extremo, ella recibió reacciones negativas en las redes sociales donde fue acusada de etnonacionalismo y fascismo. Posteriormente, ella afirmó que su publicación fue «malinterpretada» por personas que promueven el separatismo étnico, una ideología que ella «rechaza completamente». En agosto, instó a sus seguidores de Instagram a votar en contra de Donald Trump en las elecciones presidenciales de Estados Unidos de 2020. El tabloide británico The Sun informó que Lipa «burló» reglas asociadas con la pandemia de COVID-19 el 14 de octubre de 2020 en el rodaje del video musical de su canción «Fever», y cuyo set en Shoreditch fue allanado por la policía después de quejas de residentes en el lugar. Posteriormente Lipa denunció esto amenazando con emprender acciones legales contra el tabloide, que no mencionó para no darle «publicidad gratuita». The Sun posteriormente emitió una disculpa a Lipa por cualquier angustia causada, confirmando que no se rompieron reglas de confinamiento y que se llamó a la policía debido a una queja de ruido no relacionada.
En el mismo mes, Lipa expresó su apoyo a Joe Biden para que se convirtiera en presidente de Estados Unidos en un evento virtual dirigido a los albano-americanos, argumentando que los kosovares «debían» su apoyo a Biden porque estuvo en contra de la masacre y la limpieza étnica de los albaneses al haber apoyado el bombardeo de la OTAN sobre Yugoslavia. En noviembre de 2020, conmemoró la independencia de Albania celebrando el Día de la Bandera y afirmó que estaba «orgullosa de ser albanesa». El 6 de enero de 2021, ella expresó su descontento por el asalto al Capitolio de los Estados Unidos de 2021 en su historia de Instagram, donde calificó de «terroristas» a los manifestantes pro-Trump. Ella apoyó una petición enviada por músicos británicos al gobierno del Reino Unido para cambiar su política de visas, solicitando específicamente «negociar un permiso de trabajo cultural gratuito que les permita viajar sin visado por los entonces 27 estados de la UE para profesionales de giras musicales, bandas, músicos, etc." artistas, celebridades de la televisión y del deporte que viajan por la UE para realizar espectáculos y eventos y la excepción del carnet para equipos de gira». Ese mismo mes, publicó una llamada a sus seguidores de Instagram para alentar a los ciudadanos de Kosovo a votar en las elecciones parlamentarias de Kosovo de 2021.

## Impacto

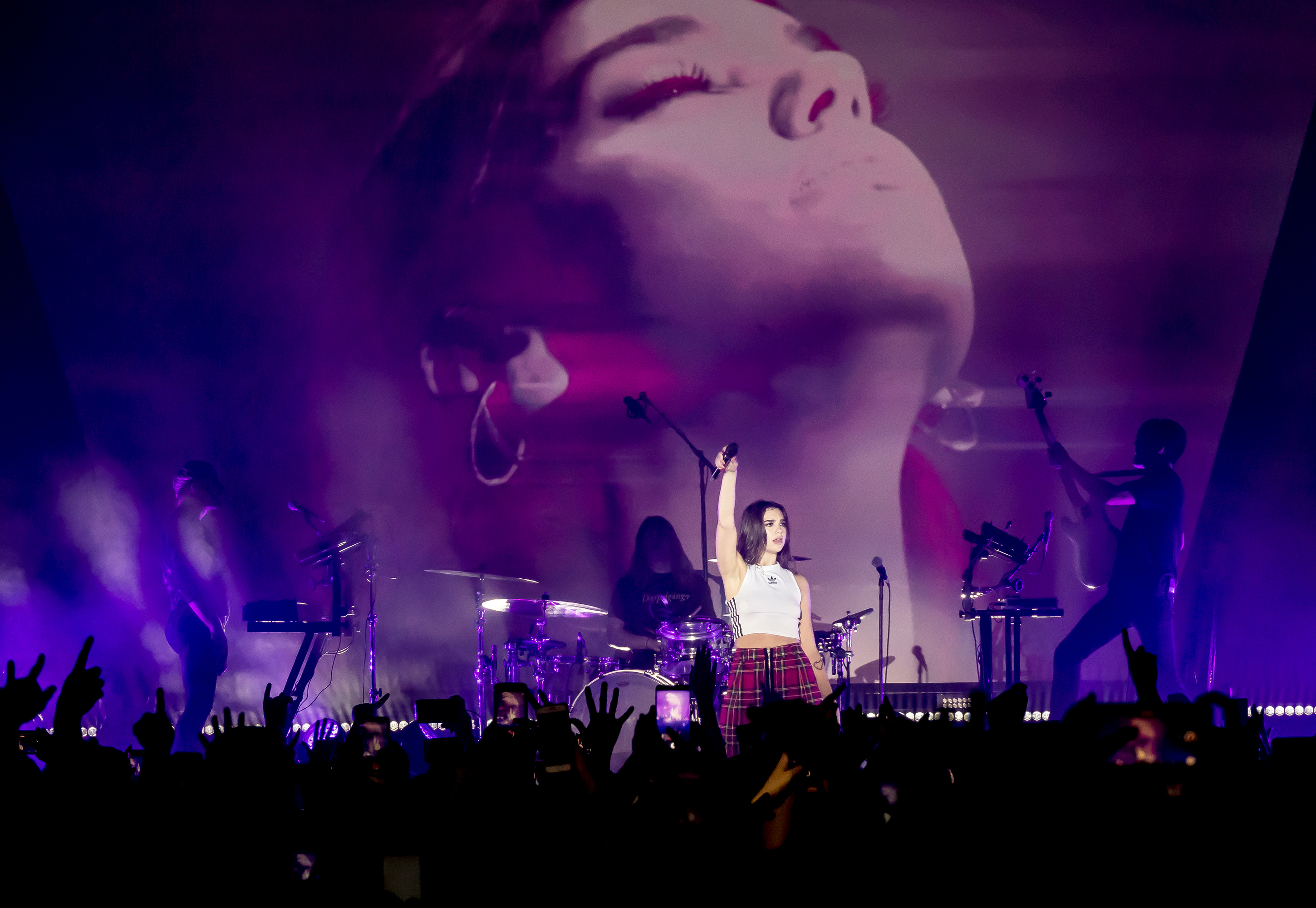
Lipa tocando en vivo como parte de su gira "Self-Titled" en The Palladium de 2018.

Un estudio realizado por la Office for National Statistics reveló que el número de personas nacidas entre Inglaterra y Gales con el nombre «Dua» fue de 63 en 2017, después de que ella alcanzara su primera canción número uno en el Reino Unido con «New Rules» y cuya cantidad aumentó a 126 en 2019. En mayo de 2018, fue incluida en la lista inaugural de Vogue de las 25 mujeres británicas más influyentes de 2018, siendo Lipa la más joven de la lista a la edad de 22 años, que en su reseña alabó su canción de 2017 «New Rules» «como un himno del empoderamiento femenino que estableció un plan para la vida sexual moderna», además de describir a Lipa como una «definidora de la cultura».
En febrero de 2019, se dio a conocer la primera figura de cera sobre Lipa en el Museo Madame Tussauds de Londres inspirada en su presentación en el Festival de Glastonbury de 2017. Dos meses después, se presentó una segunda escultura de cera de Lipa en el Madame Tussauds Amsterdam en alusión a su actuación en los Billboard Music Awards de 2018.
Lyndsey Havens de Billboard acreditó a Lipa como la protagonista del resurgimiento de la música disco en 2020 por su canción «Don't Start Now». Ella inspiró al fotógrafo francés Hugo Comte en su primer fotolibro. La cantante australiana Kylie Minogue la incluyó en la lista 100Next de Time sobre las futuras 100 personas más influyentes del mundo, quien en su reseña llamó a Lipa una «estrella brillante». Mark Sutherland y Jem Aswad de Variety calificaron a Lipa como una de las mujeres de mayor impacto en la industria global del entretenimiento de 2020.

## Vida personal

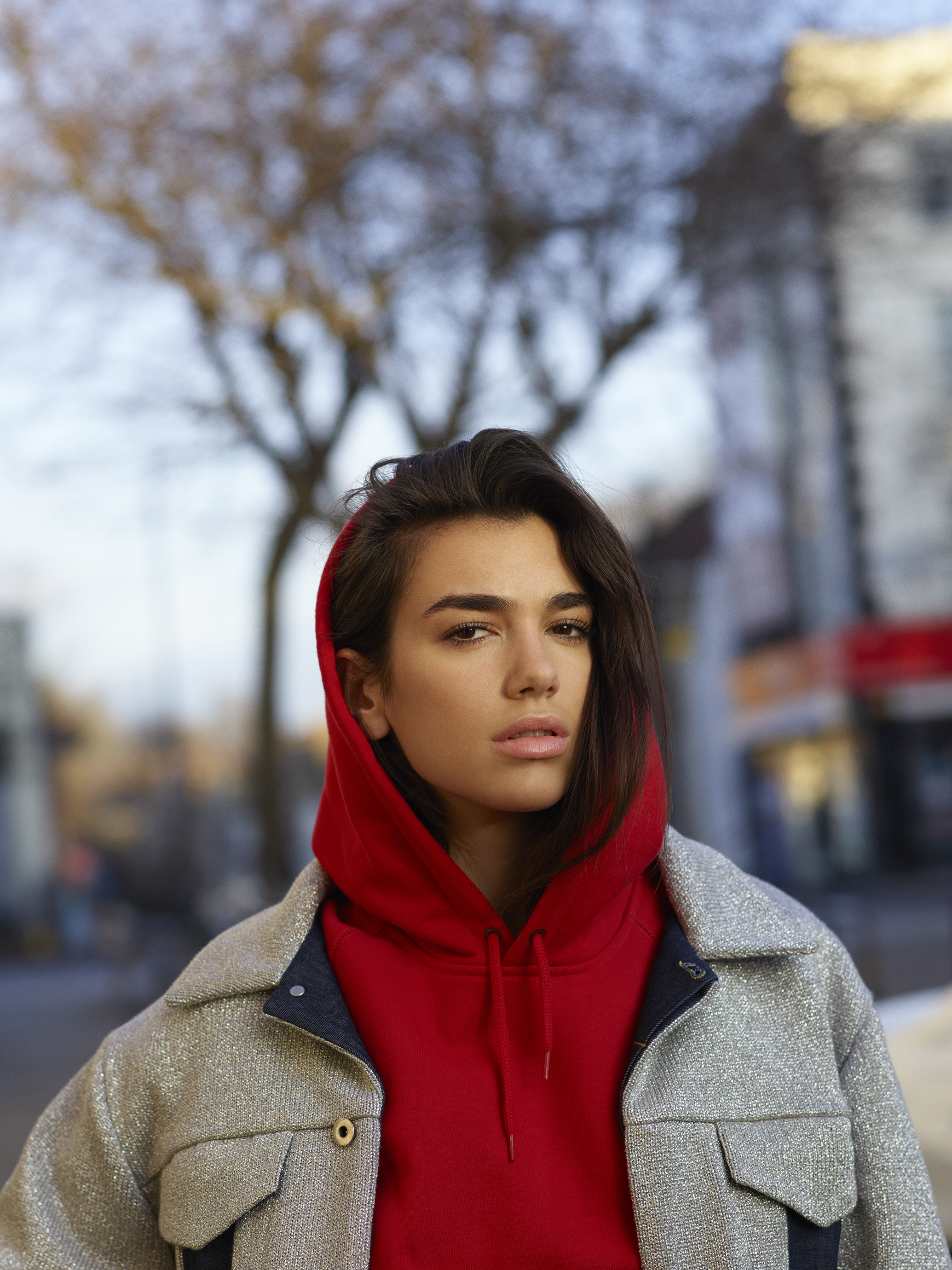
Lipa en 2017.

Su primer nombre, «Dua», fue idea de su abuela y significa «amor» en albanés. El primer idioma que aprendió es el albanés y también habla inglés británico. Ella mide 1,73 metros de altura y su talla de zapato es 6 (Reino Unido). Ha acumulado 17 tatuajes en su cuerpo desde 2015, incluyendo: su primer tatuaje escrito en el interior de su brazo derecho en honor al vecindario donde crecieron sus padres, Sunny Hill; uno de gente bailando por uno de sus artistas favoritos, Keith Haring; las iniciales de sus dos hermanos, Rina y Gjin; las palabras «mamá» y «papá» en su codo derecho en homenaje a sus padres; el número «245» en la parte posterior de su brazo izquierdo que representa el número de espectáculos que realizó en su primera gira; la palabra «paciencia» como un recordatorio para «mantener la calma» y el título de su segundo álbum de estudio, Future Nostalgia, en su bíceps izquierdo.
En 2013, Lipa comenzó una relación intermitente con el chef británico Isaac Carew, de quien se separó por primera vez en febrero de 2017. Seis meses después, comenzó una relación de varios meses con el entonces cantante principal de la banda estadounidense LANY, Paul Jason Klein, desde agosto de 2017 hasta enero de 2018. Posteriormente retomó su relación con Carew, con quien finalmente saldría desde enero de 2018 hasta junio de 2019. Desde el 14 de junio de 2019, estuvo en una relación con Anwar Hadid. Lipa y Hadid se separaron en diciembre de 2021.
En marzo de 2018, canceló su participación como telonera en dos conciertos programados del 24K Magic World Tour de Bruno Mars en Brisbane debido a una cirugía dental en la que le extrajeron la muela del juicio y cuya radiografía mostró que tiene treinta y tres dientes permanentes. El 26 de junio de 2018, tuvo que salir de un concierto en el Auditorio Fillmore de Denver debido a una infección de oído para evitar posibles daños permanentes en su audición. Ha declarado que usa las redes sociales en «pequeñas cantidades» y dijo que eso y el ciberacoso tuvieron un impacto negativo en su salud mental, y su gerencia manejó su cuenta de Twitter porque le causaba ansiedad leer comentarios «odiosos» sobre ella y «esa no debería ser la forma en que ella estaba experimentando esa experiencia única en la vida». Practica yoga como rutina diaria en la que ha aplicado estiramientos como la postura del perro hacia abajo, la postura del guerrero y la postura del triángulo extendido.
En una entrevista para la revista Vogue en 2020, la cantante afirmó no creer en Dios, pero que sí cree en el poder de la intención y la manifestación, y además que trata de vivir su vida con intención y que espera que su música pueda ayudar a las personas a hacer lo mismo.
Durante la alfombra roja del Festival de Cannes 2023 dio a conocer su relación con el director de cine Romain Gavras, pero por diferencias e incompatibilidad de agendas se separaron el 2 de diciembre de 2023, tras casi siete meses de relación.
Desde enero de 2024, Lipa sale con el actor británico Callum Turner. Anunció formalmente su compromiso durante su artículo de portada de julio de 2025 para la revista Vogue británica, tras un periodo de rumores en los medios.

## Filmografía
- 2023: Barbie
- 2024: Argylle
- 2024: An Evening with Dua Lipa

## Discografía
| Álbumes de estudio - 2017: Dua Lipa - 2020: Future Nostalgia - 2024: Radical Optimism Bandas sonoras - 2023: Barbie: The Album (junto a otros artistas) Álbumes en directo - 2024: Dua Lipa Live from the Royal Albert Hall |

## Giras musicales
Anfitriona
- 2017-18: The Self-Titled Tour
- 2022: Future Nostalgia Tour
- 2024-25: Radical Optimism Tour

Promocionales
- 2016: 2016 UK Tour
- 2016: Hotter Than Hell Tour
- 2017: US and Europe Tour

Telonera
- 2016: Suburbia Tour – Troye Sivan
- 2017-18: 24K Magic World Tour – Bruno Mars
- 2017: A Head Full of Dreams Tour – Coldplay

## Premios y nominaciones
Con tan solo seis años de carrera Lipa ha logrado numerosos premios. En la 61.ª ceremonia de los premios Grammy, Lipa fue nominada a Mejor Artista Nuevo y su canción «Electricity» a Mejor Grabación Dance, ganado en las dos categorías, posteriormente en la 63.ª ceremonia ganó la categoría de Mejor álbum vocal de pop por Future Nostalgia, siendo su única victoria de las cinco nominaciones que recibió en la gala. Nominada en 2017 a Estrella en ascenso, Lipa ganó en 2018 dos premio Brit junto a tres nominaciones; en 2019 solo fue victoriosa en la categoría de Sencillo británico del año por «One Kiss», perdiendo en sus tres nominaciones restantes; y en 2020 ganó dos de sus tres nominaciones de la ceremonia.
Comenzando con tres nominaciones en 2018, la cantante ganó en 2019 dos de sus tres nominaciones a los premios Global; en la ceremonia de 2020 salió ganadora de la categoría a Mejor artista británica, con dos nominaciones a Mejor artista femenina y Mejor artista pop; y en el evento de 2021, salió victoriosa en sus tres nominaciones. En los MTV Video Music Awards 2020, ganó en la categoría de Mejores Efectos Especiales por «Physical», siendo su única victoria en los MTV Video Music Awards con catorce nominaciones desde 2018. Los 40 Principales Awards de 2018 le dieron a Lipa tres galardones y dos nominaciones, mientras que en 2020 ganó dos de sus cuatro nominaciones al premio. La cantante también cuenta con un Premio Creador de Plata, un Premio Creador de Oro y un Premio Creador de Diamante de los YouTube Creator Awards recibidos en 2016, 17 y 19 respectivamente. La intérprete ha recibido varias nominaciones a los Billboard Music Awards, MTV Millennial Awards, Urban Music Awards y los Teen Choice Awards sin ganar ni una hasta el momento.